# Берлин
Берли́н (нем. Berlin [bɛɐ̯ˈliːn], произношениео файле) — столица и крупнейший город Германии, первый по населению и второй по площади город Евросоюза.
Является одной из 16 земель в составе ФРГ и целиком располагается внутри федеральной земли Бранденбург. Город расположен на берегах рек:
- Шпре[3][4] (в связи с чем его называют «Афинами на Шпре»).
- Хафель в центре федеральной земли Бранденбург (частью последней Берлин не является с 1920 года).

Около 1200 года на месте современного Берлина располагались два торговых поселения — Кёлльн и Берлин. Точная дата получения ими городских прав неизвестна. Городские права Кёлльна впервые упоминаются в 1237 году, городские права Берлина — в 1244 году. В 1307 году города́ объединились и образовали общую городскую управу. В 1400 году население объединённого Берлина составляло 8000 человек. Историческое название «Кёлльн» нашло своё отражение в названии берлинского района Нойкёльн.
Берлин был столицей маркграфства/курфюршества Бранденбургского (с 1417 года), Пруссии (после объединения курфюршества Бранденбург с герцогством Пруссия) и после создания Германской империи стал её столицей.
После Второй мировой войны в соответствии с решениями Ялтинской конференции Берлин, находившийся на территории советской зоны оккупации Германии, был разделён четырьмя державами-победительницами на оккупационные секторы. Позднее три сектора оккупации союзников были преобразованы в Западный Берлин, получивший статус особого (хотя и тесно связанного с ФРГ) государственного образования. Передвижение между секторами Берлина длительное время оставалось относительно свободным, и в целях предотвращения утечки населения в западные секторы правительством ГДР было принято решение о возведении Берлинской стены, окружавшей с 13 августа 1961 года Западный Берлин. Она стала одним из главных символов холодной войны и была снесена лишь в 1989 году. После объединения Германии в 1990 году её столицей стал воссоединённый Берлин. В соответствии с решением бундестага от 20 июня 1991 года в 1999 году в Берлин переехали также парламент и правительство ФРГ.
Сегодня Берлин является мировым культурным и туристическим центром, а также крупным европейским транспортным узлом. Достопримечательности Берлина, такие как университеты, исследовательские институты и музеи Берлина известны во всём мире.

## Этимология
Название Берлин восходит к славянскому и происходит от старополабского бирлин, берлин, означающему «болотистое место»: корень бирл-, берл- (болото, трясина) дополнен суффиксом места -ин. От сходного индоевропейского корня wern-/werl (что также значит «болотистая местность») происходят названия многих европейских городов.
Документальная запись города с артиклем (der Berlin) говорит о принятии жителями названия (урочище). Наряду с прочими топонимами славянского происхождения, оканчивающимися на -ин (Шверин, Штеттин (Щецин), Ойтин, Темплин, Кюстрин и др.), Берлин произносится с ударением на последний слог.
Согласно народноэтимологической версии (например, исследователь Теодор Целль (нем. Theodor Zell), название города произошло от немецкого слова «медведь» (нем. Bär). Как минимум с 1280 года медведь является символом Берлина. Однако название города не связано ни с предполагаемым основателем города Альбрехтом Медведем, ни с гербовым животным Берлина. Гласный герб используется в попытке образно изобразить название города в немецкой интерпретации, поэтому это герб происходит от названия города, а не наоборот.

## Физико-географическая характеристика

### География
Берлин расположен на востоке Германии, в 70 километрах от границы с Польшей. Исторический центр Берлина находится в низине, в пойме реки Шпре, между двумя моренными возвышенностями (холмами), называемыми Барним и Тельтов. Значительная часть современного города расположена также на этих холмах: часть территории в административных округах Райниккендорф, Панков, Лихтенберг, Марцан-Хеллерсдорф расположена на Барниме, а в округах Шарлоттенбург-Вильмерсдорф, Штеглиц-Целендорф, Темпельхоф-Шёнеберг и Нойкёльн — на возвышенности Тельтов.
| С-З | Гамбург ~ 279 км                                                               | Росток ~ 223 км                   | Гданьск ~ 481 км                                                                                               | С-В |
| З   | Амстердам ~ 663 км Гаага 714 км                                                | Роза ветров                       | Варшава ~ 625 км Минск ~ 1127 км Москва ~ 1818 км Новосибирск ~ 4909 км Иркутск ~ 7036 км Хабаровск ~ 10135 км | В   |
| Ю-З | Франкфурт-на-Майне ~ 578 км Лион ~ 1213 км Мадрид ~ 2376 км Лиссабон ~ 2887 км | Мюнхен ~ 689 км Венеция ~ 1215 км | Краков ~ 570 км Львов ~ 910 км Ростов-на-Дону ~ 2338 км                                                        | Ю-В |

### Климат
Город находится в умеренной климатической зоне. Среднегодовая температура составляет +9,9 °C. Самые тёплые месяцы — это июнь, июль и август со среднесуточной температурой +18,8 °C, а самые холодные — декабрь, январь и февраль со среднесуточной температурой +1,3 °C. В городе температура зимой в среднем на 2—3 градуса выше, чем в близлежащих окрестностях.
| Показатель                    | Янв.  | Фев. | Март  | Апр. | Май  | Июнь | Июль | Авг. | Сен. | Окт. | Нояб. | Дек.  | Год  |
| ----------------------------- | ----- | ---- | ----- | ---- | ---- | ---- | ---- | ---- | ---- | ---- | ----- | ----- | ---- |
| Абсолютный максимум, °C       | 15,5  | 18,7 | 24,8  | 31,3 | 35,5 | 35,9 | 38,1 | 37,2 | 34,2 | 28,1 | 20,5  | 16    | 38,1 |
| Средний суточный максимум, °C | 3,2   | 4,5  | 8,7   | 14,3 | 19,5 | 22   | 24,8 | 24,2 | 19,4 | 13,8 | 7,5   | 3,7   | 13,8 |
| Средняя температура, °C       | 0,7   | 1,5  | 4,9   | 9,6  | 14,6 | 17,3 | 19,8 | 19,2 | 14,9 | 10   | 4,9   | 1,6   | 9,9  |
| Средний суточный минимум, °C  | −1,8  | −1,3 | 1,5   | 4,8  | 9,5  | 12,5 | 14,9 | 14,5 | 10,9 | 6,7  | 2,5   | −0,7  | 6,2  |
| Абсолютный минимум, °C        | −23,1 | −26  | −16,5 | −8,1 | −4   | 1,5  | 6,1  | 3,5  | −1,5 | −9,7 | −16   | −20,5 | −26  |
| Норма осадков, мм             | 48    | 38   | 43    | 33   | 56   | 60   | 60   | 59   | 47   | 38   | 45    | 50    | 577  |
| Источник: Погода и Климат     |       |      |       |      |      |      |      |      |      |      |       |       |      |

## История

### 1200—1600 годы

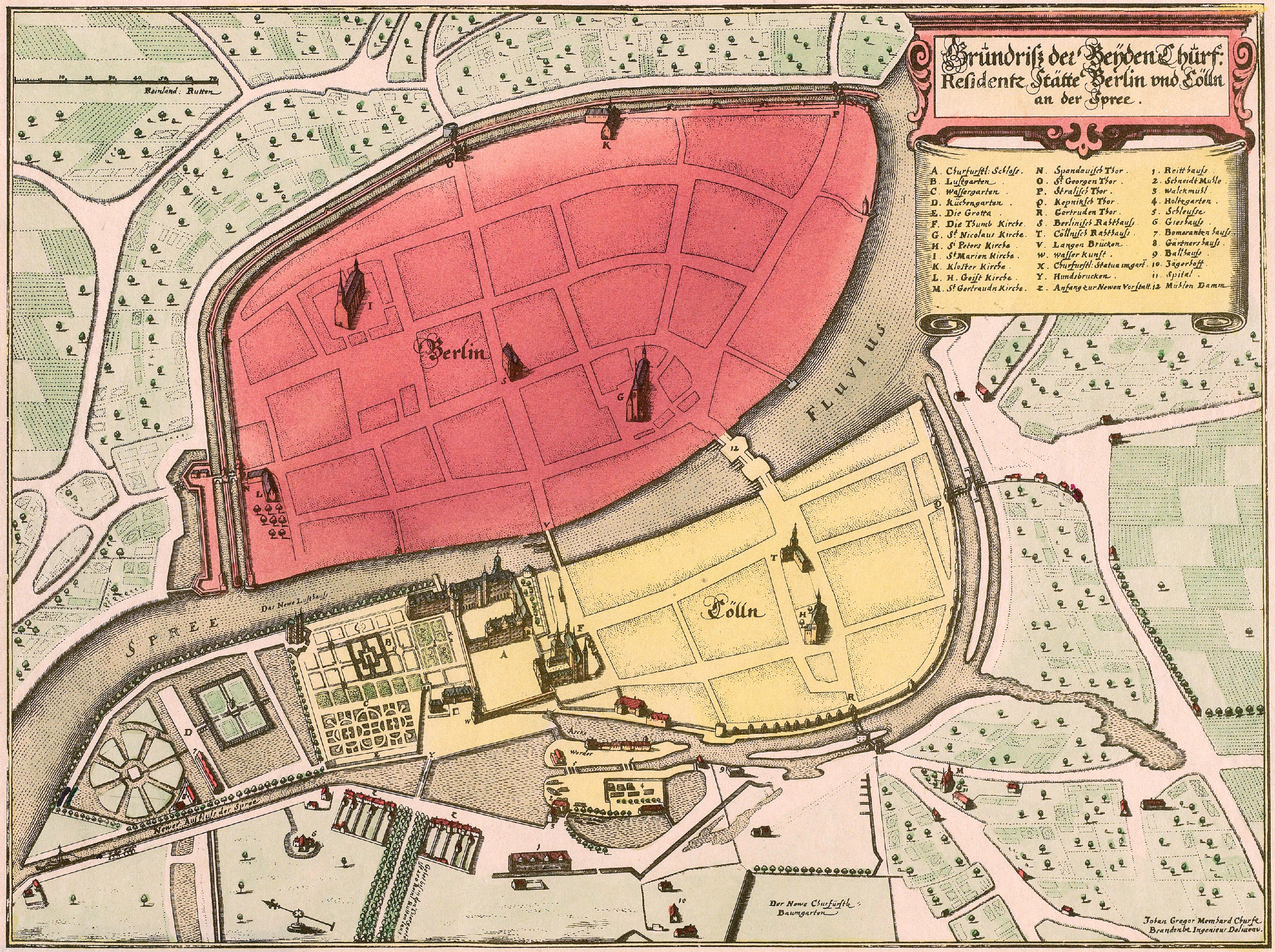
Карта Берлина и Кёльна середины XVII века

1237 год считается официальной датой основания Берлина. Город возник из парного городского поселения Берлин — Кёлльн. Кёлльн был расположен на острове Шпреинзель, а Берлин напротив него, на восточном берегу. Кёлльн впервые упоминается в документах в 1237 году (28.10), Берлин — в 1244 (26.01). В 1307 году оба города были объединены и была построена общая ратуша.
В 1415 году курфюрст Фридрих I основал маркграфство Бранденбург и правил в нём до 1440 года. С этого времени члены династии Гогенцоллернов правили в Берлине вплоть до 1918 года, сначала как маркграфы и курфюрсты Бранденбурга, с 1701 года как короли Пруссии и наконец как германские императоры (кайзеры). Городские жители не всегда приветствовали смену власти. Например, в 1448 году упоминаются городские волнения против строительства замка курфюрстом Фридрихом II Железным. Однако этот протест не увенчался успехом, а население, в свою очередь, лишилось многих экономических и политических свобод. В 1451 году Берлин был провозглашён городом-резиденцией бранденбургских маркграфов и курфюрстов и утратил свой статус свободного торгового города.
Тридцатилетняя война (между 1618 и 1648 годами) сильно сказалась на городе: была разрушена треть домов и потеряна половина жителей. Фридрих Вильгельм, известный как Великий курфюрст Бранденбургский, в 1640 году принял правление от своего отца. Его политика характеризовалась стимулированием иммиграции и высокой степенью религиозной терпимости. Уже на второй год своего правления он основал пригороды Фридрихсвердер, Доротеенштадт и Фридрихштадт.

### 1600—1900 годы
В 1671 году Фридрих Вильгельм дал убежище 500 еврейским семьям из Австрии. Потсдамским эдиктом 1685 года он пригласил в Бранденбург французских гугенотов. Это предложение приняли более 15 000 французов, 6000 из которых осели в Берлине. Около 1700 года уже 20 процентов жителей Берлина составляли французы, и культурное влияние Франции стало очень значительным. Также в городе уже было много иммигрантов из Богемии, Польши и Зальцбурга.

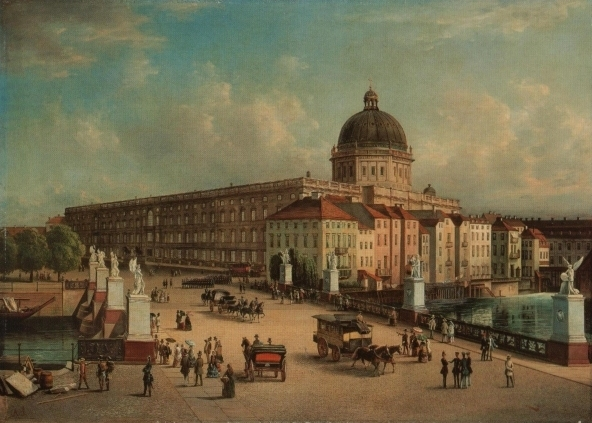
Королевский дворец в Берлине (снесён в 1950 году, воссоздан в 2020)

В 1701 году в результате коронации Фридриха I (в Кёнигсберге) Берлин стал столицей королевства Пруссия.
В 1709 году последовало объединение городов Берлин, Кёлльн, Фридрихсвердер, Доротеенштадт и Фридрихштадт. Но фактически уже давно эти пригороды считались частями Берлина.
9 октября 1760 года в ходе Семилетней войны (1756—1763 годы) Берлин капитулировал перед русско-австрийскими войсками общей численностью 35000 под командованием саксонского графа Готтлоба Генриха фон Тотлебена, генерала графа З. Г. Чернышёва и австрийского генерала Ласси. Из 14000 солдат, защищавших город, в плен было взято 4500. Помимо пленных, в качестве трофеев было получено 143 орудия, 18 000 ружей и пистолетов и 500 000 талеров контрибуции, разногласия при дележе которой привели к стычкам между союзниками. Кроме того, город подвергся грабежам и поджогам, в основном со стороны австрийцев и саксонцев. Символические ключи от Берлина, переданные городскими властями русскому генералу, сейчас хранятся в Казанском соборе Санкт-Петербурга. Спустя четыре дня, получив известие о приближении к Берлину основной прусской армии, русско-австрийские войска покинули город. По оценке берлинского магистрата, общий ущерб от их пребывания составил около 2 млн талеров.
14 октября 1806 года в битве с наполеоновскими войсками при Йене и Ауэрштедте Пруссия потерпела сокрушительное поражение, побудившее Пруссию к реформам, ставшим решающими в её дальнейшем развитии и давшим мощный толчок экономике и системе образования. В ноябре 1806 года французские войска под командованием Наполеона Бонапарта вошли в Берлин. 21(9) ноября 1806 года в Берлине Наполеон объявил континентальную блокаду Англии. В феврале 1813 года русские войска во главе с генералами М. С. Воронцовым, Ф. Винцингероде и А. И. Чернышёвым вторично заняли Берлин, преследуя остатки армии Наполеона.
В 1871 году Берлин был провозглашён столицей вновь образованной Германской империи.

### 1900 год — настоящее время
По окончании Первой мировой войны в результате Ноябрьской революции в 1919 году в Германии была провозглашена так называемая Веймарская республика, однако официально государство продолжало именоваться «Германский рейх» (нем. Deutsches Reich), как и во времена монархии.

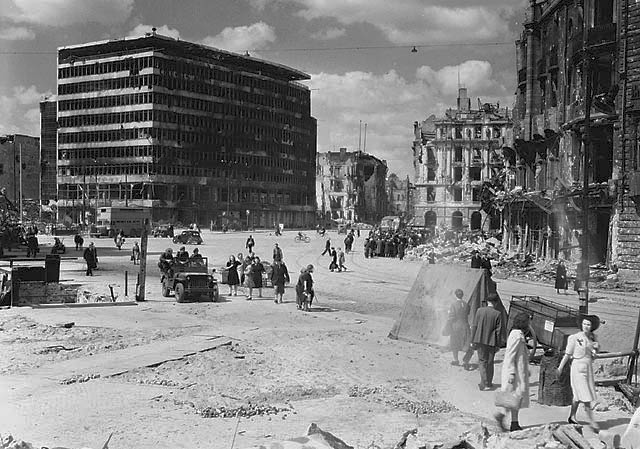
Колумбус-хаус на Потсдамской площади в Берлине (1945 год)

Зоны оккупации Берлина (1945—1990)

В 1920 году был принят закон об образовании Большого Берлина, расширивший границы города за счёт присоединения прилегавших к нему городов и общин. В результате численность населения Большого Берлина превысила 4 миллиона человек. Город стал крупнейшим промышленным, научным и культурным центром Германии и континента.
В 1933 году, после прихода к власти национал-социалистов, Берлин остался столицей Германии.
В 1938—1939 годах под руководством личного архитектора Гитлера и с 1937 года генерального строительного инспектора столицы нацистской Германии Альберта Шпеера был разработан генеральный план реконструкции Берлина как будущей столицы мира под названием «Германия».
Во время Второй мировой войны в результате многочисленных бомбардировок и уличных боёв 1945 года большая часть Берлина была разрушена (см. статью «Штурм Берлина (25 апреля — 2 мая 1945 года)»). После взятия города Красной армией и полной и безоговорочной капитуляции Германии Берлин, как и вся Германия, был разделён на четыре сектора под оккупационным управлением. Секторы западных союзников (США, Великобритания) были образованы в западной части города, а сектор Советского Союза — в восточной. 26 июля 1945 года был образован четвёртый французский сектор.
Противостояние западных союзников и Советского Союза привело в 1948—1949 годах к экономической блокаде Западного Берлина, с целью преодоления которой западными союзниками был организован так называемый воздушный мост для снабжения города. Это противостояние в 1949 году привело к образованию двух германских государств на оккупированных территориях: вначале ФРГ в западной зоне, а следом и ГДР на востоке.
В 1953 году в Восточном Берлине произошло массовое антиправительственное выступление рабочих, выдвинувших экономические и политические требования. Оно было подавлено с помощью советских войск по просьбе руководства ГДР, в результате чего погибло 34 участника восстания, а также 5 работников органов безопасности ГДР.
Западный Берлин становится «витриной Запада», городом с высоким уровнем жизни, социальной защиты и демократических свобод.

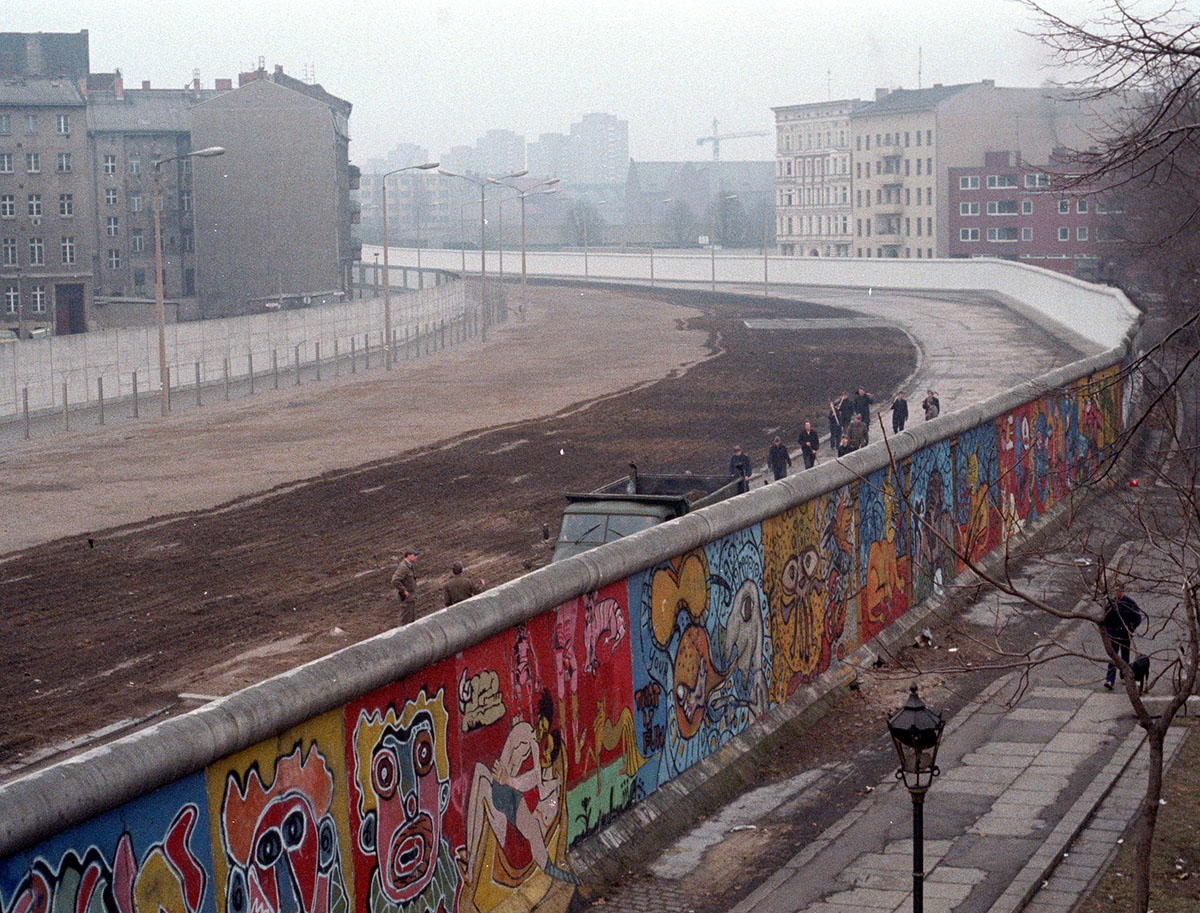
Берлинская стена. Вид со стороны Западного Берлина

В то время как ФРГ разместила «временную столицу» в городе Бонн, ГДР свою столицу разместила в Восточном Берлине. Усиление противостояния между советским блоком и Западом на территории Берлина, а также значительный отток населения из Восточного Берлина (только в июле 1961 года его покинули 30000 жителей) привели в 1961 году к строительству Берлинской стены, возведённой социалистической ГДР. Во время её строительства в Западный Берлин бежали 85 военнослужащих и сотрудников служб безопасности, а также 400 гражданских лиц. С этого момента переход граждан между Западным и Восточным Берлином допускался только через пограничные контрольно-пропускные пункты.
В 1971 году было подписано Четырёхстороннее соглашение по Западному Берлину, урегулировавшее правовой статус разделённого города.

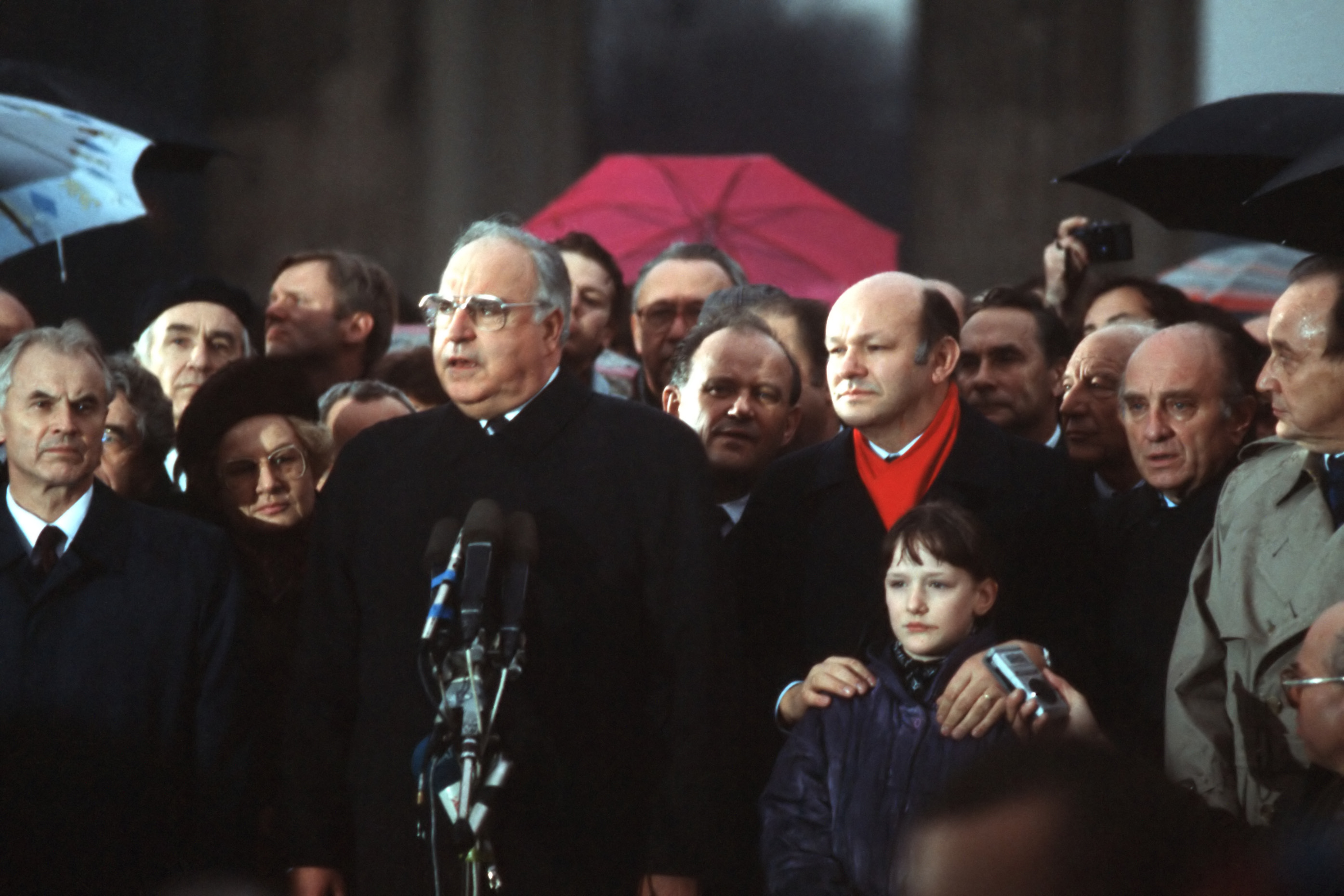
Ханс Модров, федеральный канцлер
Гельмут Коль, правящий бургомистр Западного Берлина Вальтер Момпер на торжественном открытии Бранденбургских ворот в Берлине 1989 года

После 1949 года, в начальный период разделения города на две (западную и восточную) части, примечательной чертой всех региональных проектов застройки города было практически полное игнорирование архитекторами (как на западе, так и на востоке) данной политической реалии. Соседние части территории городского района рассматривались в этот период как объекты реализации единых по замыслу архитектурных проектов. Так, например, неоднократно разрабатывавшийся в период 1965—1978 годов «План использования территории Западного Берлина» в части разработки демографической гипотезы и предложений по развитию транспортной инфраструктуры охватывал всю территорию Большого Берлина. И только в разработанной в 1984 году новой редакции этого плана его проектные решения были жёстко ориентированы на проблемы развития западной части города и практически не касались каких-либо проблем развития его восточной части или всего городского района в целом.
Берлинская стена пала только в 1989 году под давлением населения ГДР, что стало возможным благодаря отказу Советского Союза вмешиваться во внутренние дела ГДР. 3 октября 1990 года ГДР присоединилась к зоне действия «Основного закона ФРГ». Германия стала единым государством. В 1991 году бундестаг принял решение о будущем переезде в Берлин и тем самым подвёл итог дискуссии о месте нахождения столицы объединённой Германии. 1 сентября 1999 года правительство и парламент Германии приступили к работе уже в Берлине. В Берлине расположены посольства 147 государств.

## Государственное устройство

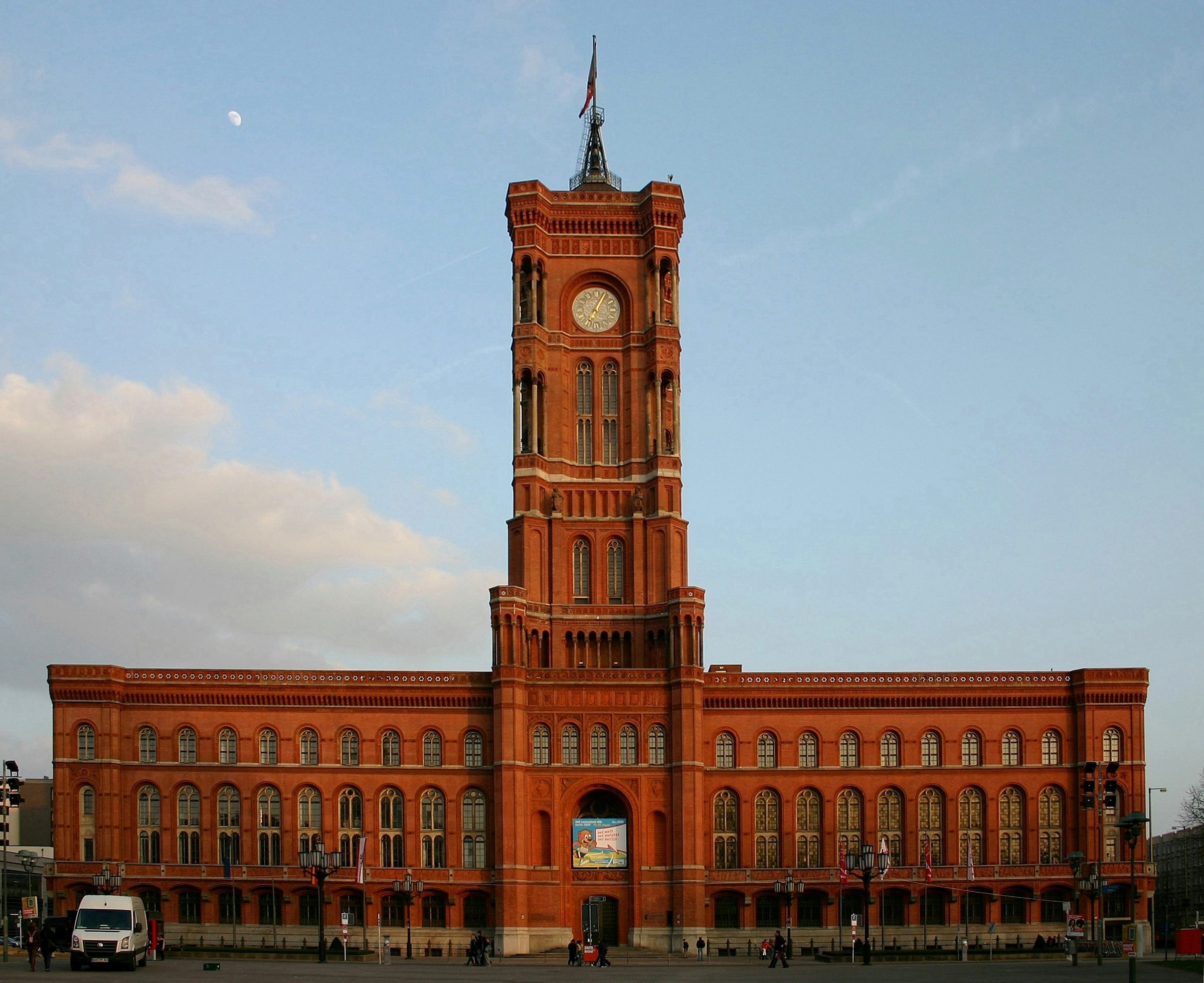
Красная ратуша

Законодательный орган — Палата депутатов Берлина, состоит из 149 депутатов, избираемых сроком на 5 лет. На выборах 2016 года СДПГ получила 21,6 % голосов, ХДС — 17,6 %, Левые — 15,6 %, Зелёные — 15,2 %, АдГ — 14,2 %, СвДП — 6,7 %.
Исполнительный орган — Сенат Берлина, состоящий из правящего бургомистра и сенаторов (Senatoren).
Орган конституционного надзора — Конституционный суд правосудия земли Берлин (Verfassungsgerichtshof des Landes Berlin), высшая судебная инстанция — Судебная палата (Kammergericht).

### Административное деление

Административное деление Берлина

Город Берлин является одной из 16 земель в составе ФРГ и административно подразделяется на 12 административных округов (нем. Bezirk) и 97 районов (нем. Ortsteil), входящих в них.
Представительные органы городских округов — окружные собрания уполномоченных (Bezirksverordnetenversammlung), состоящие из окружных уполномоченных (Bezirksverordneter), избираемые населением, избирающие из своего состава старосту окружных уполномоченных (Bezirksverordnetenvorsteher), заместителя старосты окружных уполномоченных (Stellvertreter der Bezirksverordnetenvorsteher), счётчиков (Beisitzer), которые вместе образуют правление окружного собрания уполномоченных (Vorstand der Bezirksverordnetenversammlung). Также окружные собрания уполномоченных избираются из своего состава также комитеты, в том числе главный комитет (Hauptausschuss) и совет старейшин (Ältestenrat). Исполнительные органы городских округов — окружные управления (bezirksamt), состоящие из окружного бургомистра (Bezirksbürgermeister) и окружных городских советников (Bezirksstadtrat), избираемые районными собраниями уполномоченных.
Районы Берлина в статистических целях наделены четырёхзначными идентификационными номерами, первые две цифры в которых указывают на округ.
Помимо районов, Берлин разделён на «статистические территории» (нем. Statistisches Gebiet), обозначаемые трёхзначными номерами, которые приблизительно соответствуют жилым районам. Примером статистической территории является Баварский квартал в районе Шёнеберг, где большинство улиц получили свои названия по городам Баварии. Статистические территории могут не совпадать с районами, так, например, статистическая территория Рудов располагается в двух районах — Рудов и Гропиусштадт.

## Население
| 1250       | 1307       | 1400       | 1450       | 1576       | 1600       | 1631       | 1640       | 1648       |
| ---------- | ---------- | ---------- | ---------- | ---------- | ---------- | ---------- | ---------- | ---------- |
| 1200       | ↗7000      | ↗8500      | ↘7000      | ↗12 000    | ↘9000      | ↘8100      | ↘7500      | ↘6000      |
| 1680       | 1685       | 1688       | 1750       | 1775       | 1800       | 1801       | 1825       | 1852       |
| ↗10 000    | ↗17 000    | ↗19 000    | ↗113 289   | ↗136 137   | ↗172 132   | ↗172 988   | ↗219 968   | ↗401 972   |
| 1900       | 1910       | 1920       | 1930       | 1940       | 1950       | 1960       | 1970       | 1980       |
| ↗1 888 848 | ↗2 071 257 | ↗3 879 409 | ↗4 332 834 | ↘4 330 810 | ↘3 336 026 | ↘3 274 016 | ↘3 208 719 | ↘3 048 759 |
| 1990       | 2000       | 2011       | 2012       | 2014       | 2015       | 2016       | 2017       | 2017       |
| ↗3 433 695 | ↘3 382 169 | ↘3 326 002 | ↗3 375 222 | ↗3 469 849 | ↗3 490 105 | ↗3 574 830 | ↗3 611 222 | ↗3 613 495 |
| 2018       | 2019       | 2021       | 2021       | 2022       | 2022       | 2023       |            |            |
| ↗3 644 826 | →3 644 826 | ↗3 664 088 | ↗3 677 472 | →3 677 472 | ↗3 755 251 | ↗3 782 202 |            |            |

В метрополии Берлин проживает 3 980 837 человек (1 августа 2017) на территории площадью 891,85 км². Плотность населения в городе 4463 человек на квадратный километр.
Средний возраст берлинца составляет 41,7 лет.
В Берлине проживает около 477 900 жителей-иностранцев из 185 государств. Таким образом, иностранцы составляют 14 % населения Берлина. Из них — 36 000 граждан Польши, около 119 000 граждан Турции. Берлин после Турции имеет самую большую по численности общину этнических турок в Европе. Этническими становятся целые районы Берлина, например, район Кройцберг, где почти треть 160-тысячного населения составляют иммигранты, турецкие гастарбайтеры и их дети. Более 60 % иностранцев-турок имеют немецкое гражданство и их значительно больше, чем 119 000 человек. Русскоязычное население составляет около 30 % в районах Марцан и Хеллерсдорф — это районы «социального» жилья, в основном многоэтажные дома.

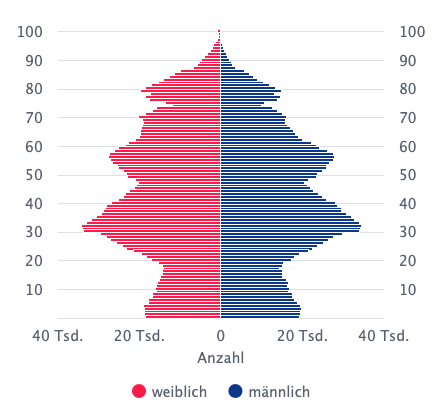
Население (возраст)

Представители первых волн эмиграции из СССР населяют районы Шарлоттенбург, Вильмерсдорф (районы старого Западного Берлина), вокруг главной улицы Курфюрстендамм. Писатели, художники, дизайнеры, скульпторы и творческая элита живут в основном в районах Митте и Пренцлауэр-Берг. Шпандау — это промышленный район Берлина, в котором расположены заводы Siemens, Osram, BMW. Самый дорогой район — Груневальд — это частный сектор в черте города, примыкающий непосредственно к центральной улице Западного Берлина Кудамм (Курфюрстендамм).
Женщин несколько больше, чем мужчин. Более 50 % берлинцев живут без семьи. Считается совершенно нормальным сожительствовать с человеком, чтобы платить меньше денег за аренду жилья и услуги. Также распространены браки без совместного проживания.
Также пенсионеры обслуживаются на основании страховки коммерческими организациями на дому, либо в домах престарелых (Альтерсхаймах). 

### Религия
По данным статистического ведомства около 60 % жителей Берлина не являются членами какого-либо религиозного сообщества, 22 % являются евангелическими христианами, 9 % — католиками и 6 % исповедуют ислам (2010). В Берлине 4 православных прихода, самый старый из которых имеет почти вековую историю.
Большинство верующих — лютеране, крупнейшая лютеранская деноминация — Евангелическая Церковь Берлина-Бранденбурга-Силезийской Верхней Лужицы (Evangelische Kirche Berlin-Brandenburg-schlesische Oberlausitz).

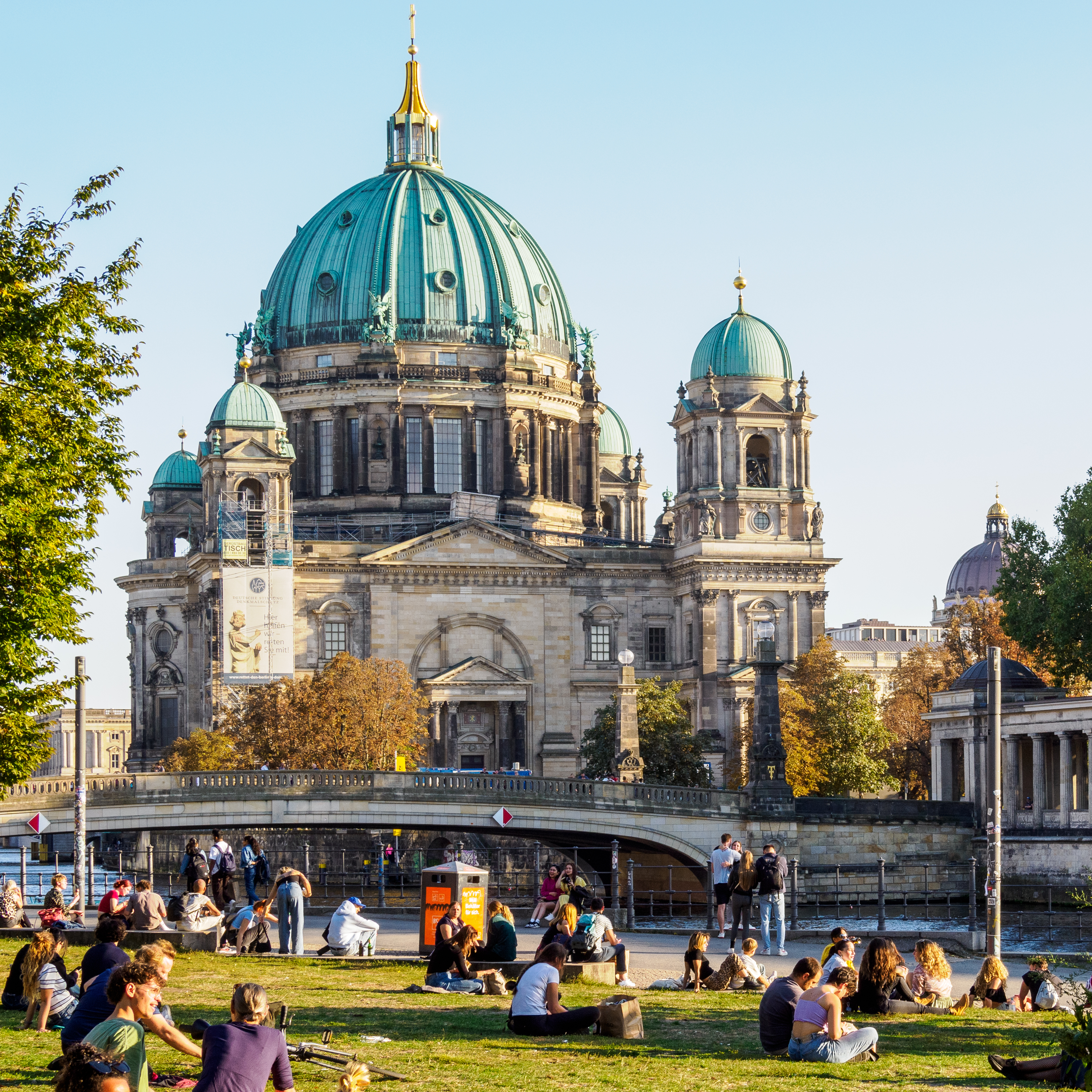
Берлинский кафедральный собор (евангелический)
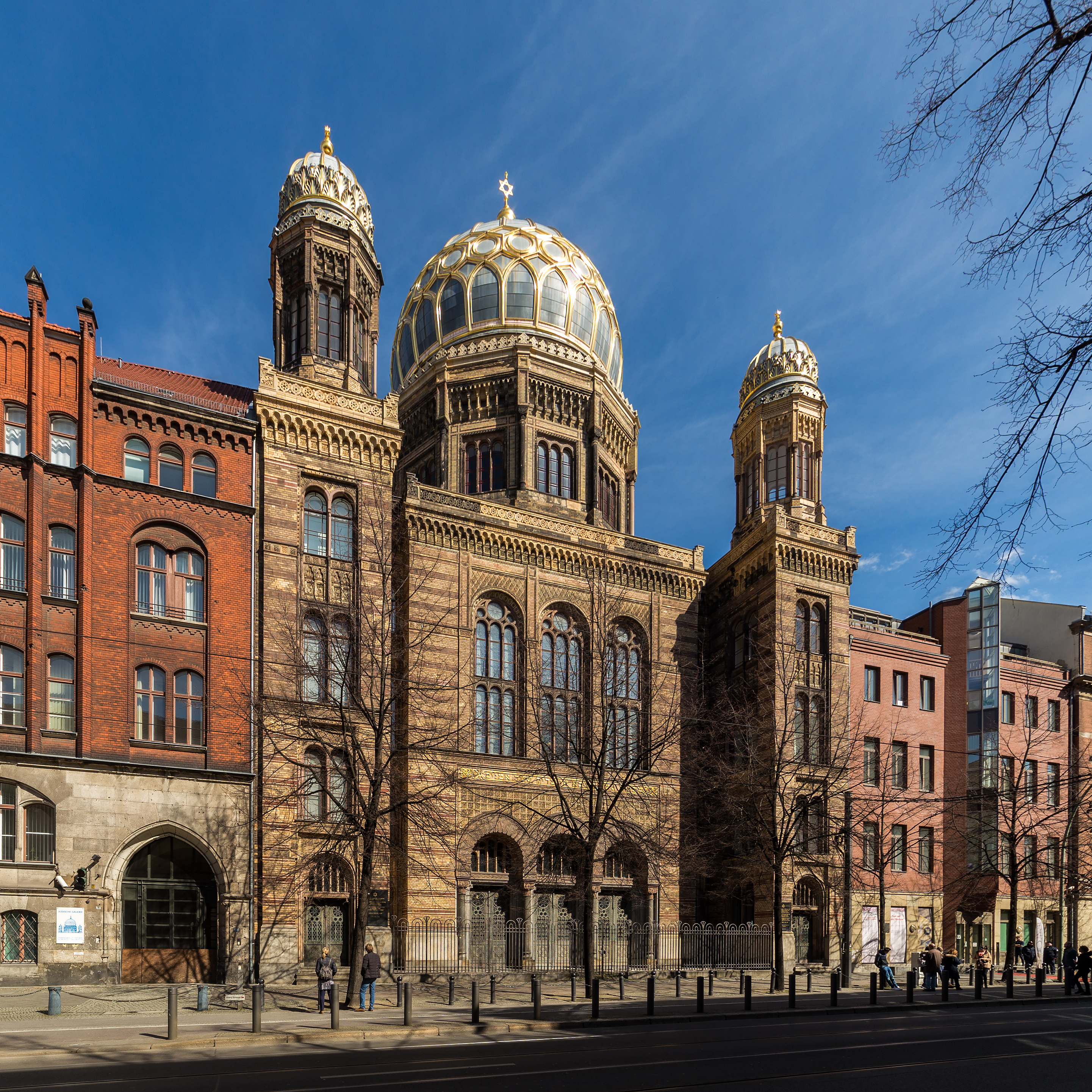
Новая синагога (иудейский)
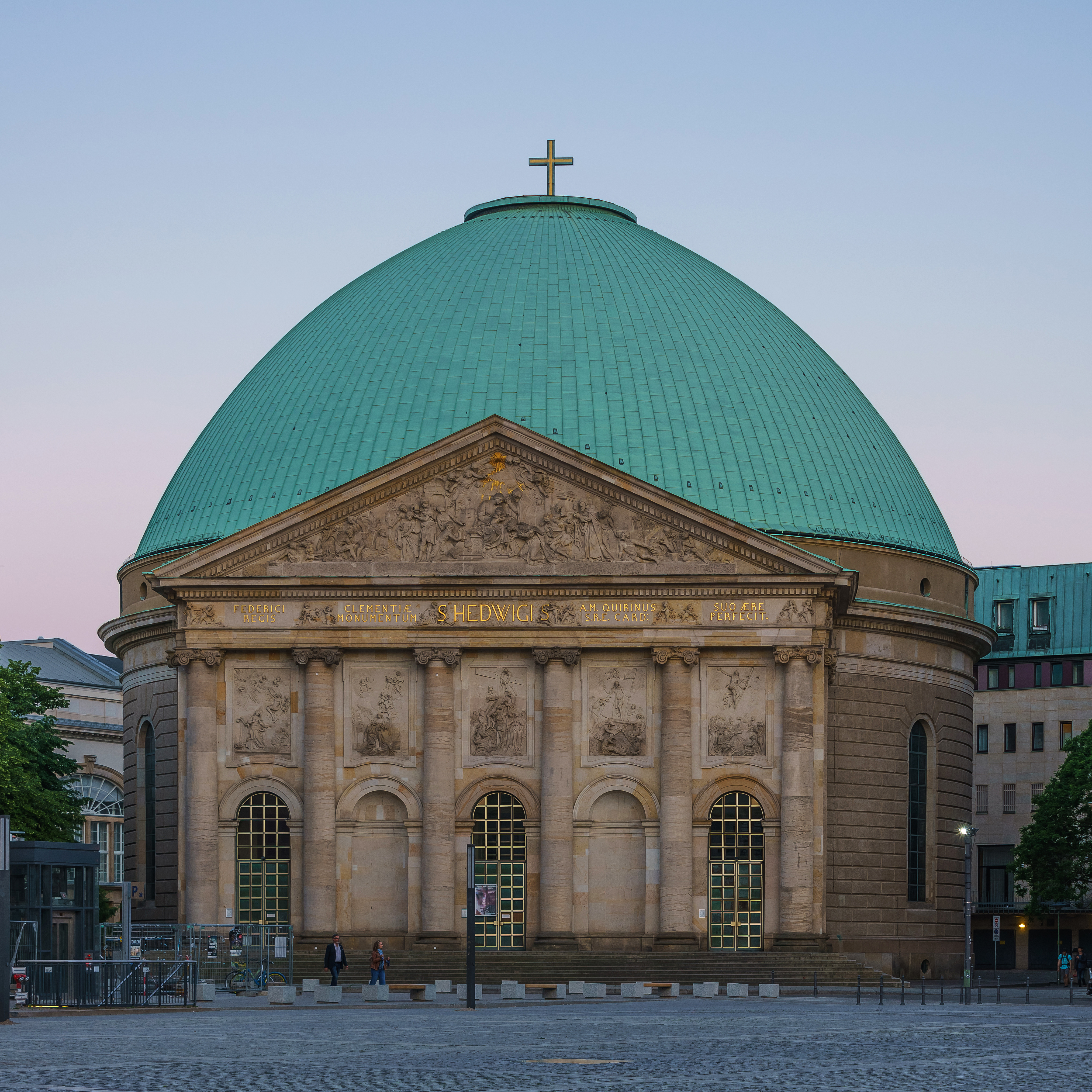
Собор Святой Ядвиги (римско-католический)
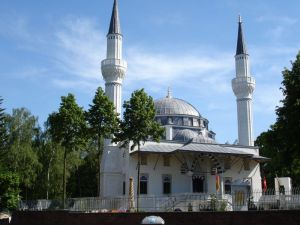
Мечеть Шехитлик[нем.]
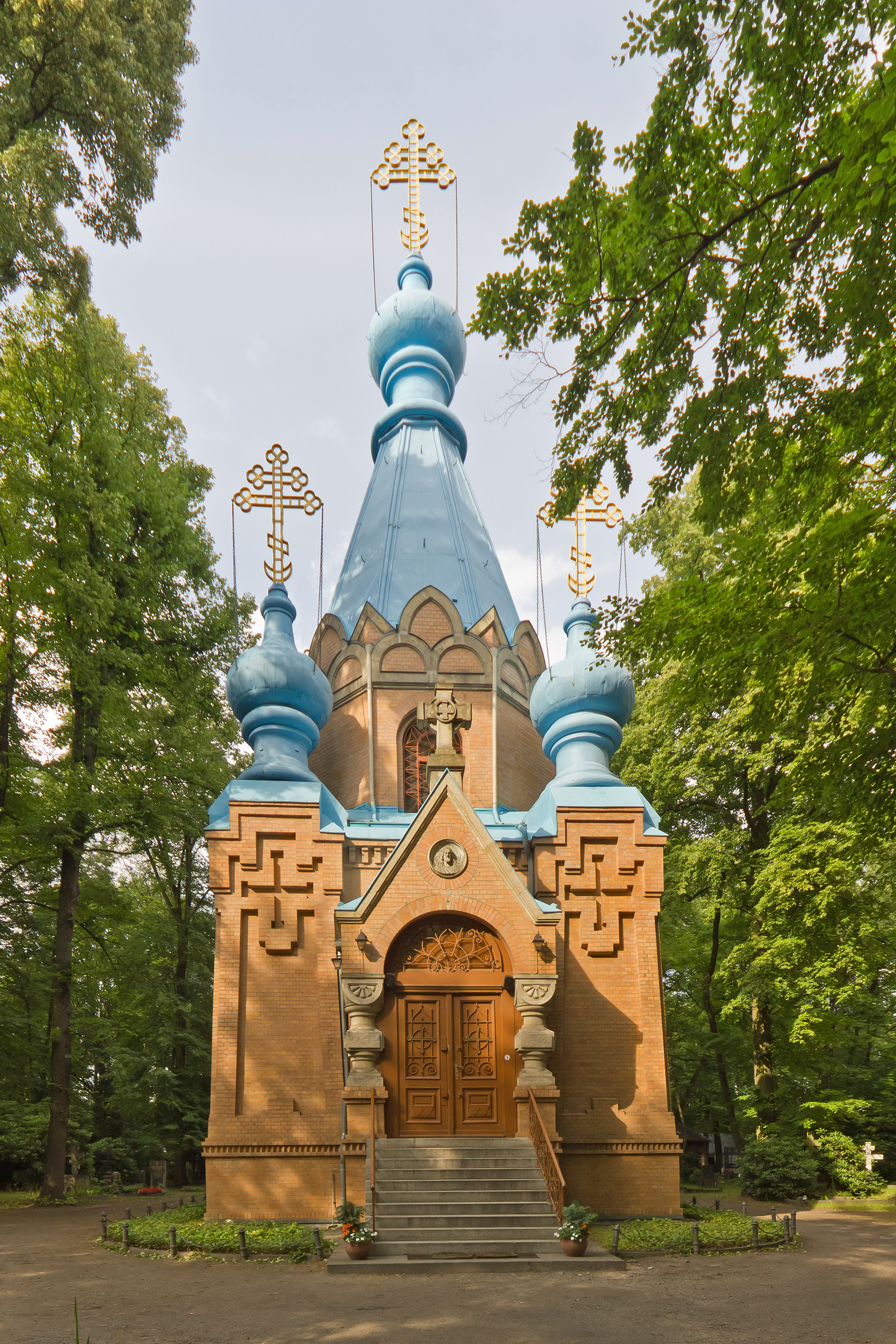
Церковь Святых равноапостольных Константина и Елены
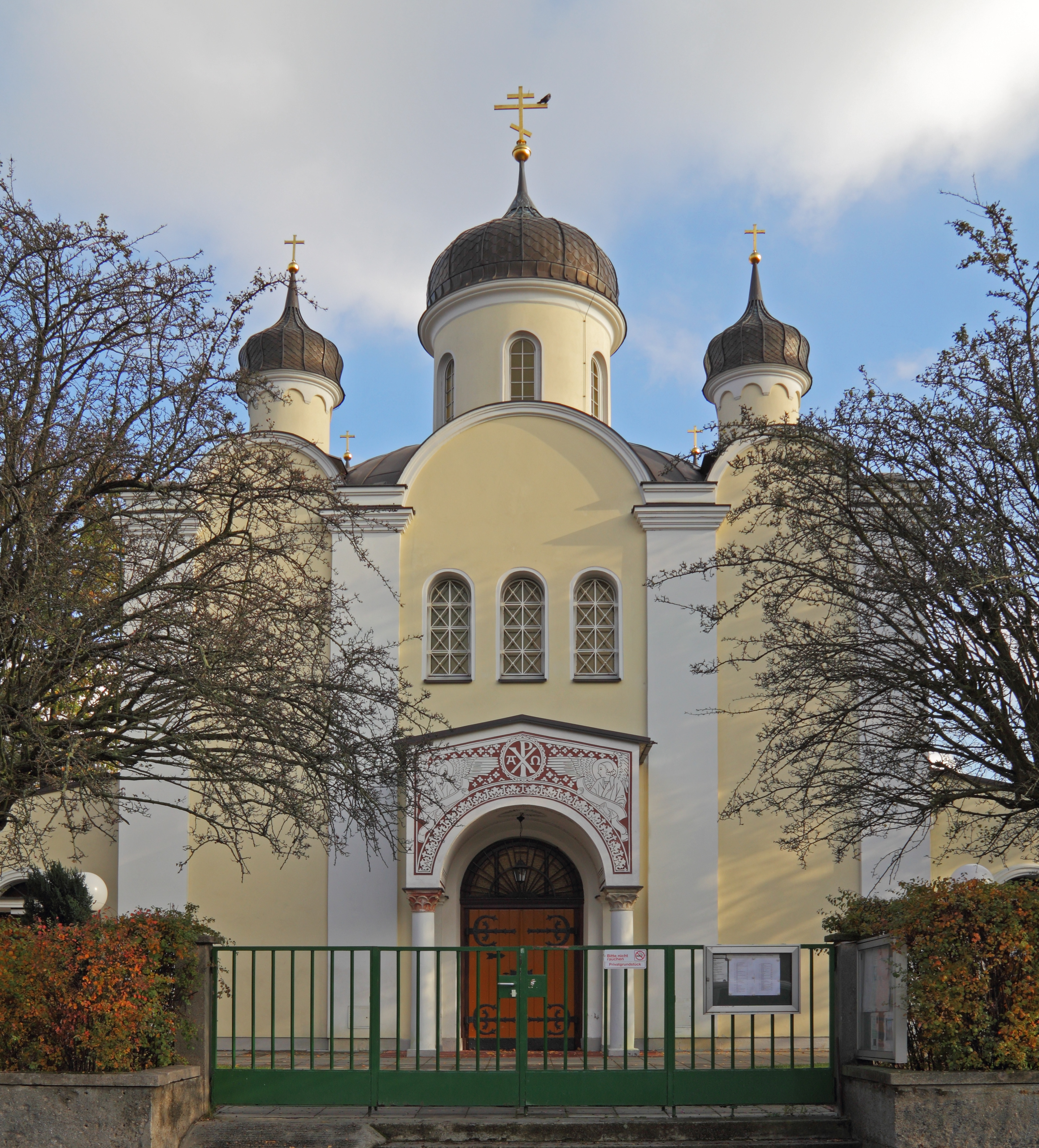
Собор Воскресения Христова (Берлин)

## Экономика

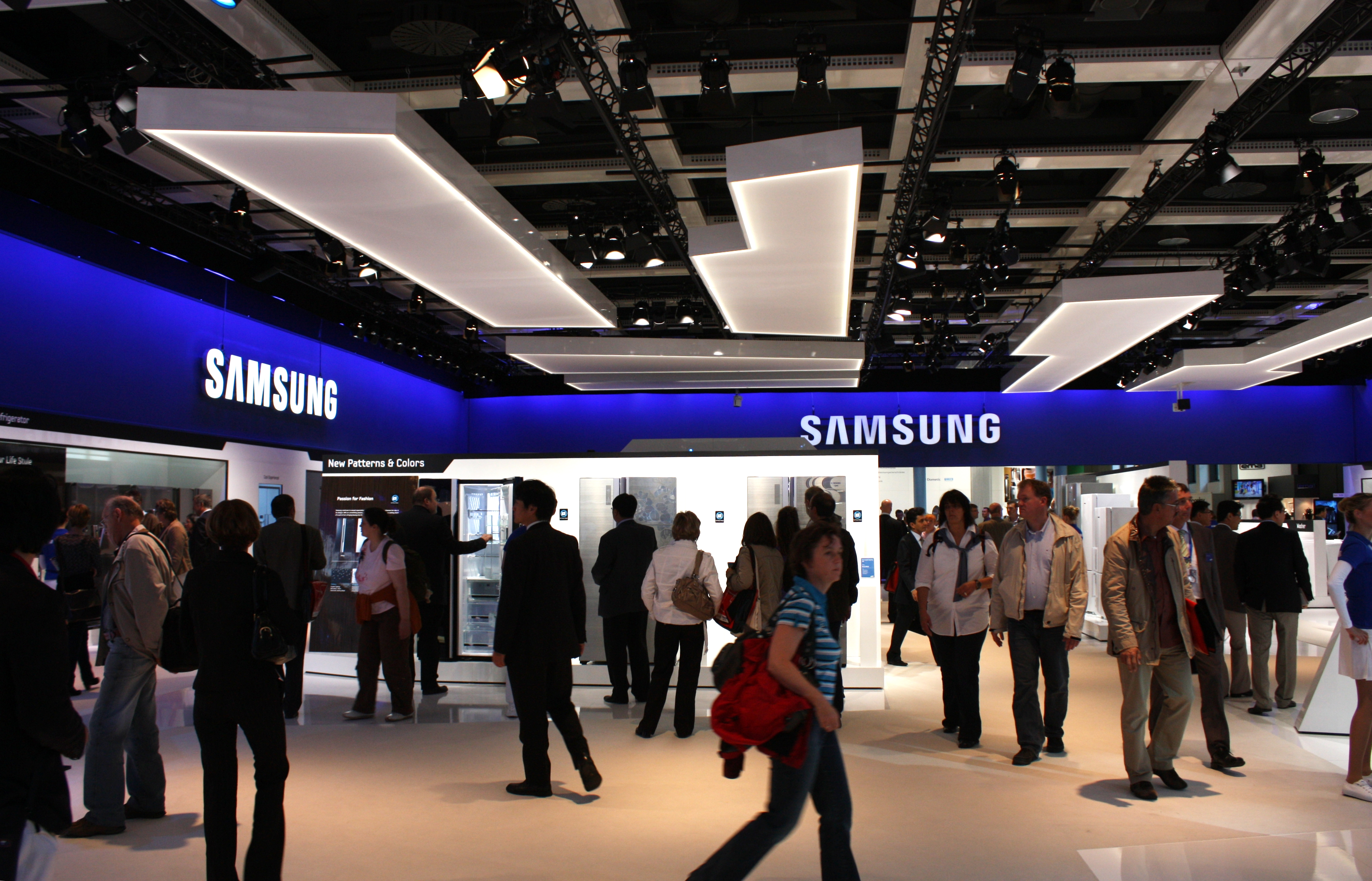
IFA

Берлин — крупный экономический центр не только Германии, но и ЕС в целом. Развиты главным образом радиоэлектронная промышленность, машиностроение, транспортное строительство, город является важным центром торговли, местом проведения международных торговых ярмарок, выставок.
В 2023 году валовой внутренний продукт Берлина составил €193,2 млрд. В сравнении с региональными ВВП (по паритету покупательной способности) на душу населения в ЕС Берлин в 2016 году имел индекс 118, тогда как индекс Бранденбурга составил 89, а Германии в целом — 124. Уровень безработицы в Берлине достаточно высокий — 9,7 % (2024), в то время как в среднем по стране он составлял 6,0 %. Около 17 % населения получают помощь в рамках Социального кодекса.
Около 80 % компаний в Берлине работают в секторе услуг. Из 30 немецких компаний, входящих в индекс DAX, штаб-квартиру в Берлине имеет Siemens (вторая штаб-квартира — в Мюнхене). Действует Берлинская фондовая биржа.

## Инфраструктура

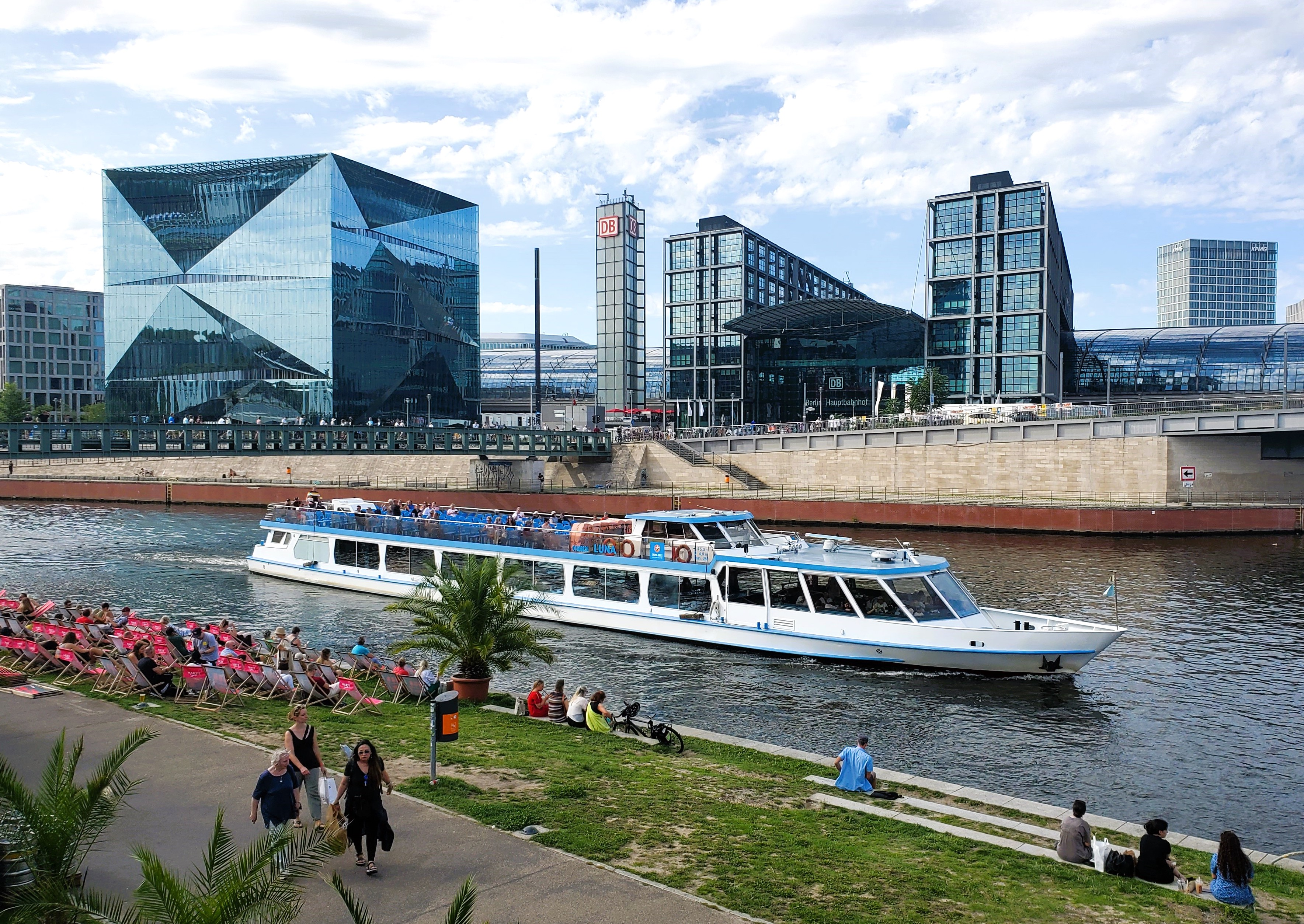
Берлин-Главный

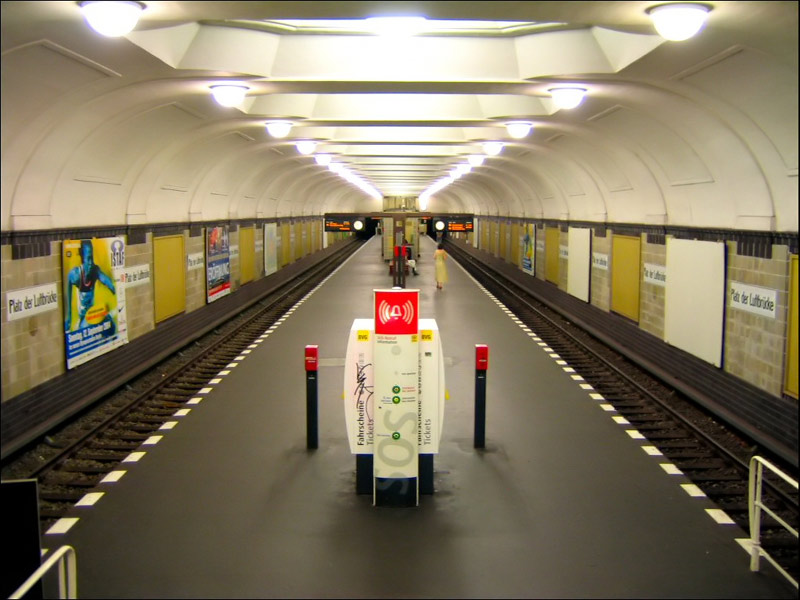
Станция Platz der Luftbrücke Берлинского метрополитена

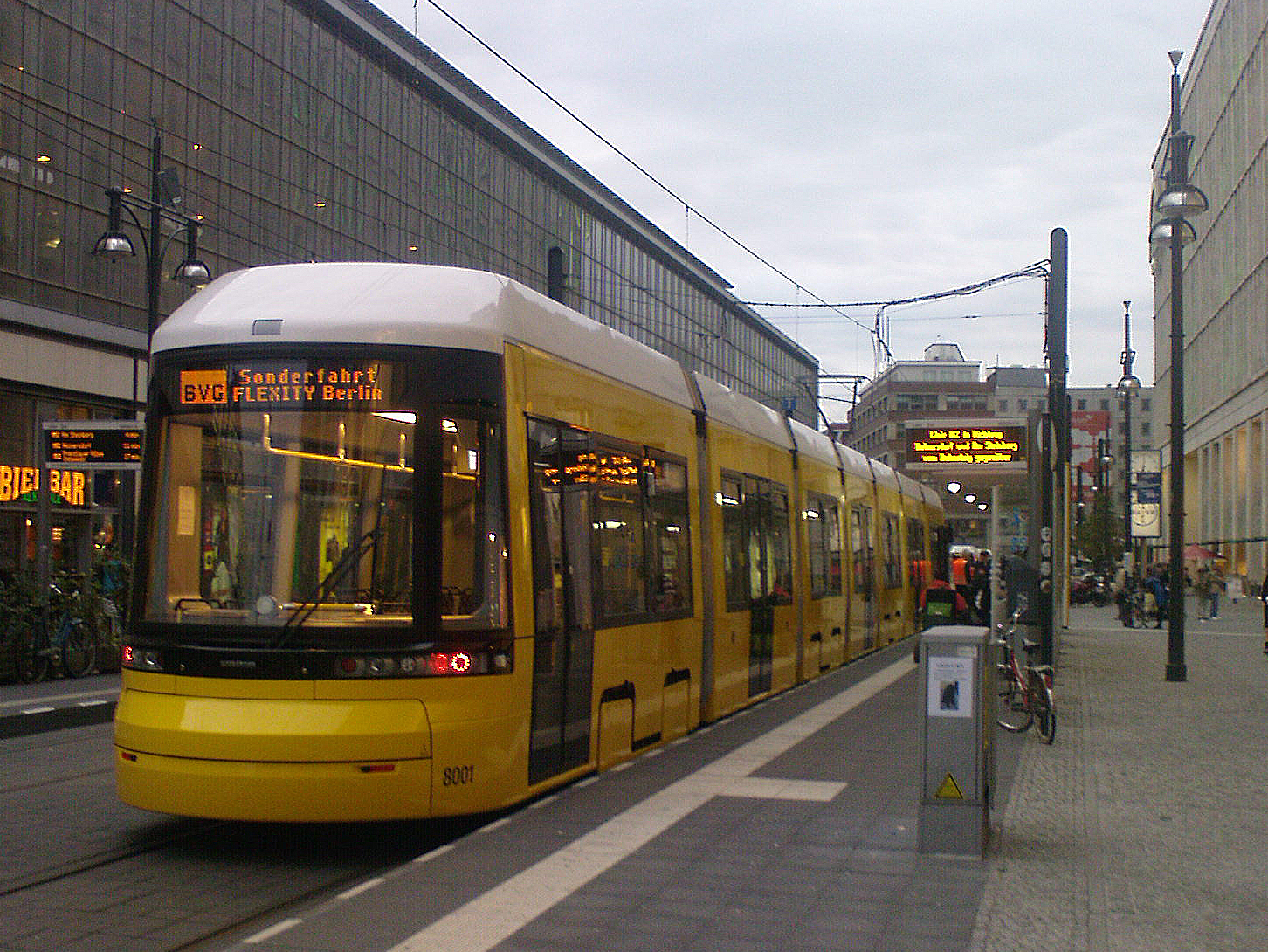
Берлинский трамвай

Берлин — крупный транспортный узел; сеть каналов соединяет город с реками Эльбой и Одером.
Берлин имеет сложную и разнообразную транспортную инфраструктуру. В Берлине 5334 километра дорог, из которых 66 километров является магистралями, и 2100 мостов. В 2004 году зарегистрировано 1,428 млн автомобилей, включая 6800 такси. Местный общественный транспорт обслуживается компаниями BVG и Deutsche Bahn и имеет 1626 километров автобусных маршрутов, 187 километров трамвайных линий, 150 километров линий метрополитена и 328 километров городской железной дороги. К Чемпионату мира по футболу 2006 открыт новый железнодорожный вокзал.
С октября 2020 года Берлин обслуживает новый аэропорт Берлин-Бранденбург (BER), расположенный за городской чертой в федеральной земле Бранденбург. Существовавший до этого времени аэропорт Шёнефельд переименован в терминал № 5 аэропорта BER. Аэропорт Тегель, находившийся в одноимённом районе Берлина, закрыт в октябре 2020 года. По существующим планам, его территория должна быть застроена. Аэропорт Тегель был построен в 1948 году и с 1988 года носил имя Отто Лилиенталя. Эксплуатантом аэропорта являлась «Berliner Flughafen-Gesellschaft mbH» (BFG). Аэропорт Шёнефельд был построен в 1946 году при значительной поддержке Советской военной администрации в Германии и был основным аэропортом Восточного Берлина и всей ГДР. Поэтому Аэрофлот до сих пор выполнял свои берлинские рейсы именно в Шёнефельд (с октября 2020 года — в пятый терминал аэропорта Берлин-Бранденбург), а не в Тегель. До 31 октября 2008 года в Берлине существовал также аэропорт Темпельхоф. Последний рейс вылетел в Мангейм из аэропорта 31 октября 2008 года. Территория бывшего аэропорта Темпельхоф с 2008 года используется как городской парк.
Берлинский метрополитен (нем. U-Bahn Berlin) является важным транспортным узлом города. Старейшее в Германии берлинское метро было открыто в 1902 году. В проектировании берлинского метро принимал активное участие Вернер фон Сименс. Сейчас Берлинское метро насчитывает 9 основных линий длиной 151,7 км со 173 станциями. Самой длинной линией является U7, её длина составляет 32 км. Она является самой длинной полностью подземной линией в Германии. Линия U4 является самой короткой, её длина составляет всего 3 км. В час пик поезда ходят с трёх- или четырёхминутными перерывами между рейсами, в остальное время каждые 5 или 10 минут. Начиная с 2003 года были введены ночные линии (на всех маршрутах, кроме U4) в ночь с пятницы на субботу и с субботы на воскресенье с 15-минутными интервалами. В остальные дни недели по маршрутам метро ходят ночные автобусы, один раз в 15 минут. Около 80 % путей находятся под землёй.
Берли́нская городска́я электри́чка (нем. S-Bahn Berlin) — один из видов общественного транспорта в Берлине и Бранденбурге. Железнодорожная сеть берлинской городской электрички длиной 331 км содержит 166 станций. Многие линии берлинской городской электрички обслуживают также пригороды Берлина: Потсдам, Ораниенбург, Бланкенфельде-Малов, Бернау, Тельтов, Хеннигсдорф, Эркнер, Кёнигс-Вустерхаузен, Штраусберг, Биркенвердер, Хоэн-Нойендорф и др.
Центральная часть железнодорожной сети состоит из трёх магистралей: Stadtbahn проходит с запада на восток, состоит из наземных и надземных станций; Nord-Süd Bahn проходит с севера на юг преимущественно в туннеле; Ringbahn является кольцевой линией.
Используются электропоезда с питанием от контактного рельса с постоянным током напряжением 750В. Поезда шире, чем поезда U-Bahn широкого профиля.
Также в Берлине существуют трамвайные линии (нем. Straßenbahn Berlin) — это одна из самых крупных и старейших трамвайных систем мира. Первая трамвайная линия появилась в городе ещё в 1865 году, она проходила между Бранденбургскими воротами и Шарлоттенбургом. В 1967 году в Западном Берлине была закрыта последняя трамвайная линия, приоритет был отдан развитию метрополитена. В Восточном Берлине, наоборот, активнее развивалось трамвайное сообщение. После объединения Германии началось поэтапное слияние восточной и западной транспортных систем. В 1994 году власти Берлина приняли решение начать модернизацию трамвайного хозяйства. В настоящий момент сеть состоит из 293,7 километра рельсов (протяжённость рельсов на ночных маршрутах — 107,7 км) и 374 остановок, а также 22 маршрутов (ночью — из 9 маршрутов).
В Берлине очень развито велосипедное движение. Многие дороги оснащены велодорожками, движение по которым регулируется на перекрёстках отдельными секциями светофоров.

## Образование и наука

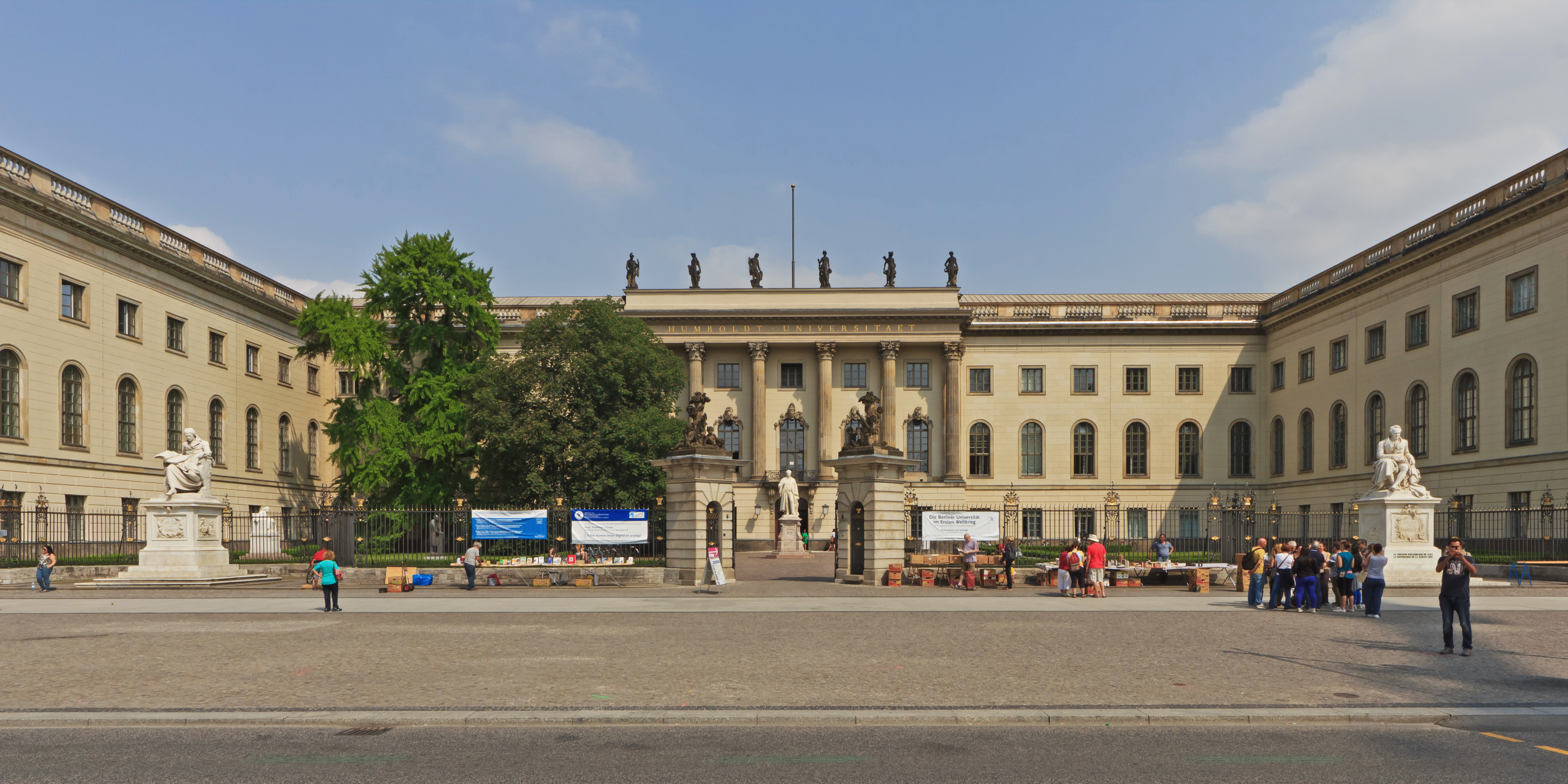
Берлинский университет имени Гумбольдта

Положение Берлина как столицы Пруссии, затем — Германской империи предопределило его ранг научного центра страны. Эта предпосылка отпала для Западного Берлина после 1945 года. В Восточном Берлине такое положение было восстановлено после создания ГДР и объявления его столицей нового государства.
Были восстановлены практически все научные учреждения: Германская академия наук в Берлине, действительными членами которой продолжали оставаться западные учёные, а также четыре крупных университета: Свободный университет Берлина (запад), Берлинский университет имени Гумбольдта (восток), Берлинский технический университет (запад), Берлинский университет искусств (запад). Благодаря интенсивной государственной политике поддержки науки в Западном Берлине был открыт Свободный университет, создано Общество Макса Планка, главной задачей которого была разработка стратегических направлений науки и внедрение рекомендаций в подготовку научных кадров, а также целый ряд научных центров: по экономическим исследованиям, урбанистике, ядерным исследованиям (Институт имени Отто Гана) и другие.
Кроме того, Берлин является домом для большого сообщества иностранных студентов. В частном университете CODE University 37 % от общего числа студентов принимают выходцев из других стран. После объединения страны Берлин вновь стал одним из ведущих научных центров Европы. Общее количество берлинских студентов составляет около 200 000 человек (2023/2024).
| \| - 1901 Вант-Гофф, Якоб Хендрик - 1901 Беринг, Эмиль Адольф фон - 1902 Фишер, Эмиль Герман - 1902 Моммзен, Теодор - 1905 Байер, Адольф - 1905 Кох, Роберт - 1907 Майкельсон, Альберт Абрахам - 1907 Бухнер, Эдуард - 1908 Эрлих, Пауль - 1909 Браун, Карл Фердинанд - 1910 Валлах, Отто - 1910 Коссель, Альбрехт - 1910 Хейзе, Пауль - 1911 Вин, Вильгельм - 1914 Лауэ, Макс фон - 1915 Вильштеттер, Рихард Мартин - 1918 Габер, Фриц - 1918 Планк, Макс \| - 1920 Нернст, Вальтер - 1921 Эйнштейн, Альберт - 1925 Герц, Густав Людвиг - 1925 Франк, Джеймс - 1925 Зигмонди, Рихард - 1928 Виндаус, Адольф Отто Рейнгольд - 1929 Эйлер-Хельпин, Ханс фон - 1931 Варбург, Отто Генрих - 1932 Гейзенберг, Вернер - 1933 Шрёдингер, Эрвин - 1935 Шпеман, Ханс - 1936 Дебай, Петер - 1939 Бутенандт, Адольф - 1944 Ган, Отто \| - 1950 Альдер, Курт - 1950 Дильс, Отто - 1953 Липман, Фриц - 1953 Кребс, Ханс Адольф - 1954 Борн, Макс - 1956 Боте, Вальтер - 1986 Руска, Эрнст Август - 1991 Закман, Берт - 1994 Зельтен, Рейнхард - 2007 Эртль, Герхард - 2009 Мюллер, Герта - 2020 Шарпантье, Эмманюэль \| | | |
| - 1901 Вант-Гофф, Якоб Хендрик - 1901 Беринг, Эмиль Адольф фон - 1902 Фишер, Эмиль Герман - 1902 Моммзен, Теодор - 1905 Байер, Адольф - 1905 Кох, Роберт - 1907 Майкельсон, Альберт Абрахам - 1907 Бухнер, Эдуард - 1908 Эрлих, Пауль - 1909 Браун, Карл Фердинанд - 1910 Валлах, Отто - 1910 Коссель, Альбрехт - 1910 Хейзе, Пауль - 1911 Вин, Вильгельм - 1914 Лауэ, Макс фон - 1915 Вильштеттер, Рихард Мартин - 1918 Габер, Фриц - 1918 Планк, Макс | - 1920 Нернст, Вальтер - 1921 Эйнштейн, Альберт - 1925 Герц, Густав Людвиг - 1925 Франк, Джеймс - 1925 Зигмонди, Рихард - 1928 Виндаус, Адольф Отто Рейнгольд - 1929 Эйлер-Хельпин, Ханс фон - 1931 Варбург, Отто Генрих - 1932 Гейзенберг, Вернер - 1933 Шрёдингер, Эрвин - 1935 Шпеман, Ханс - 1936 Дебай, Петер - 1939 Бутенандт, Адольф - 1944 Ган, Отто | - 1950 Альдер, Курт - 1950 Дильс, Отто - 1953 Липман, Фриц - 1953 Кребс, Ханс Адольф - 1954 Борн, Макс - 1956 Боте, Вальтер - 1986 Руска, Эрнст Август - 1991 Закман, Берт - 1994 Зельтен, Рейнхард - 2007 Эртль, Герхард - 2009 Мюллер, Герта - 2020 Шарпантье, Эмманюэль |

## Культура
Визитной карточкой Берлина являются известные на весь мир Бранденбургские ворота и Колонна победы.

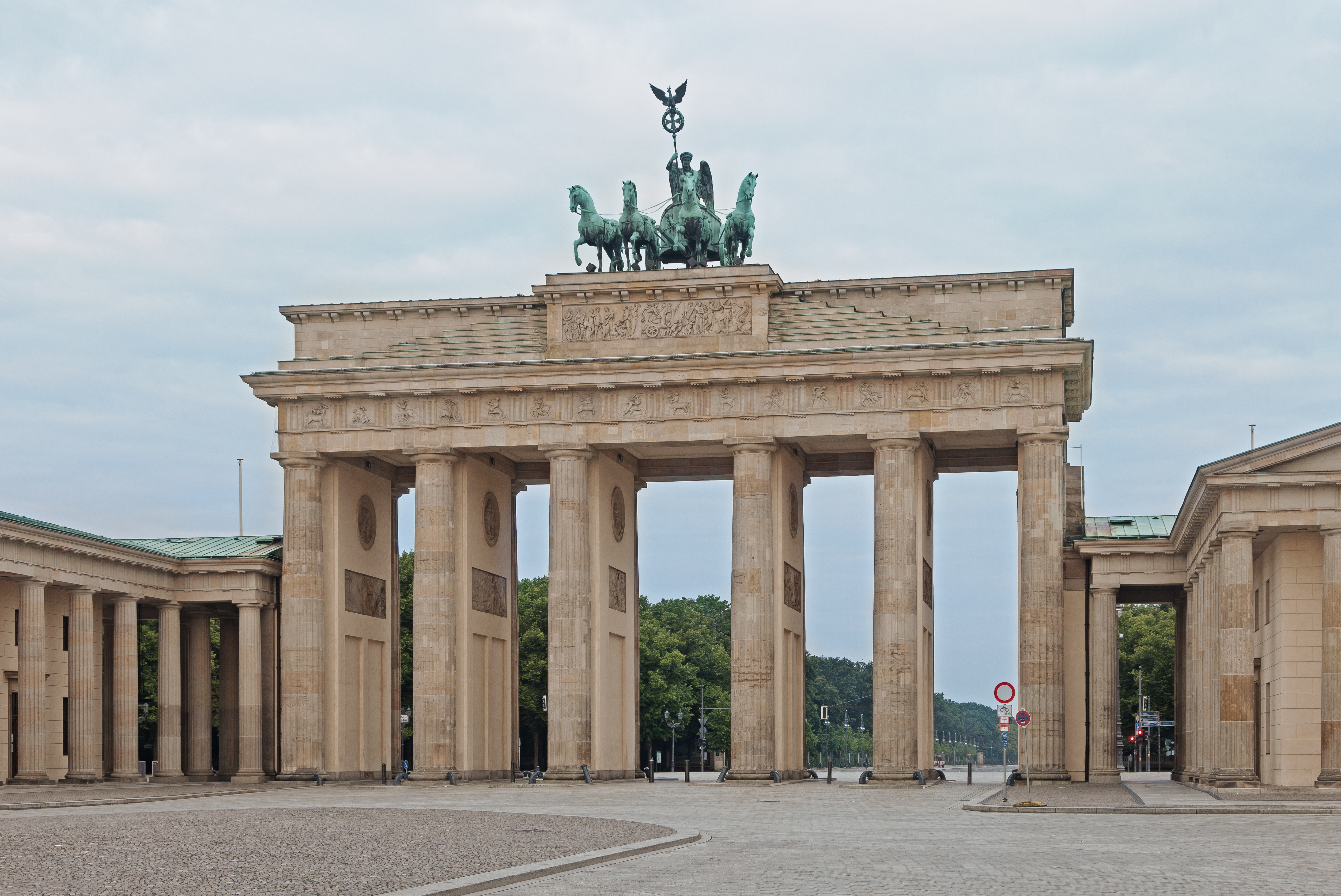
Бранденбургские ворота
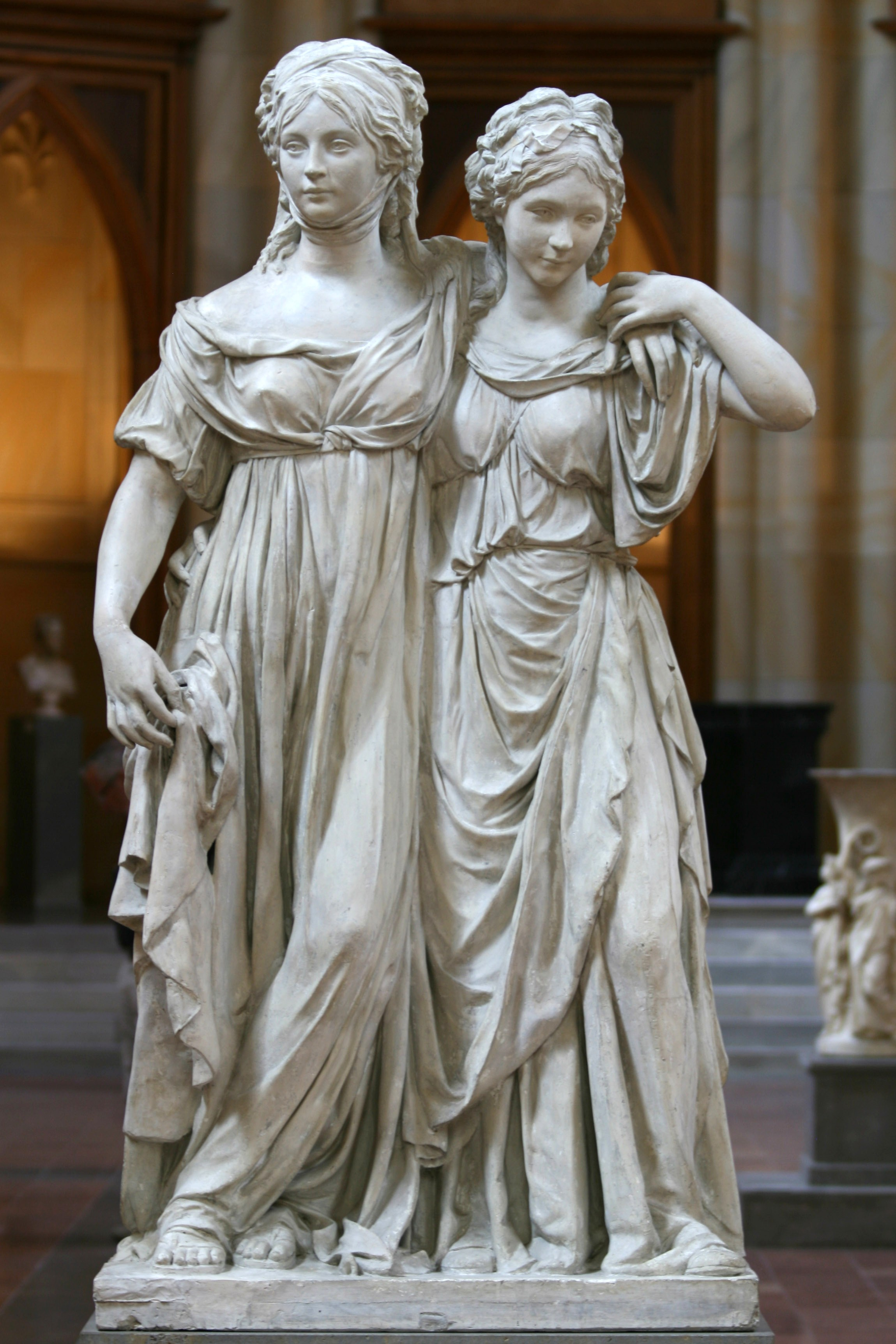
Принцессы (скульптурная группа)
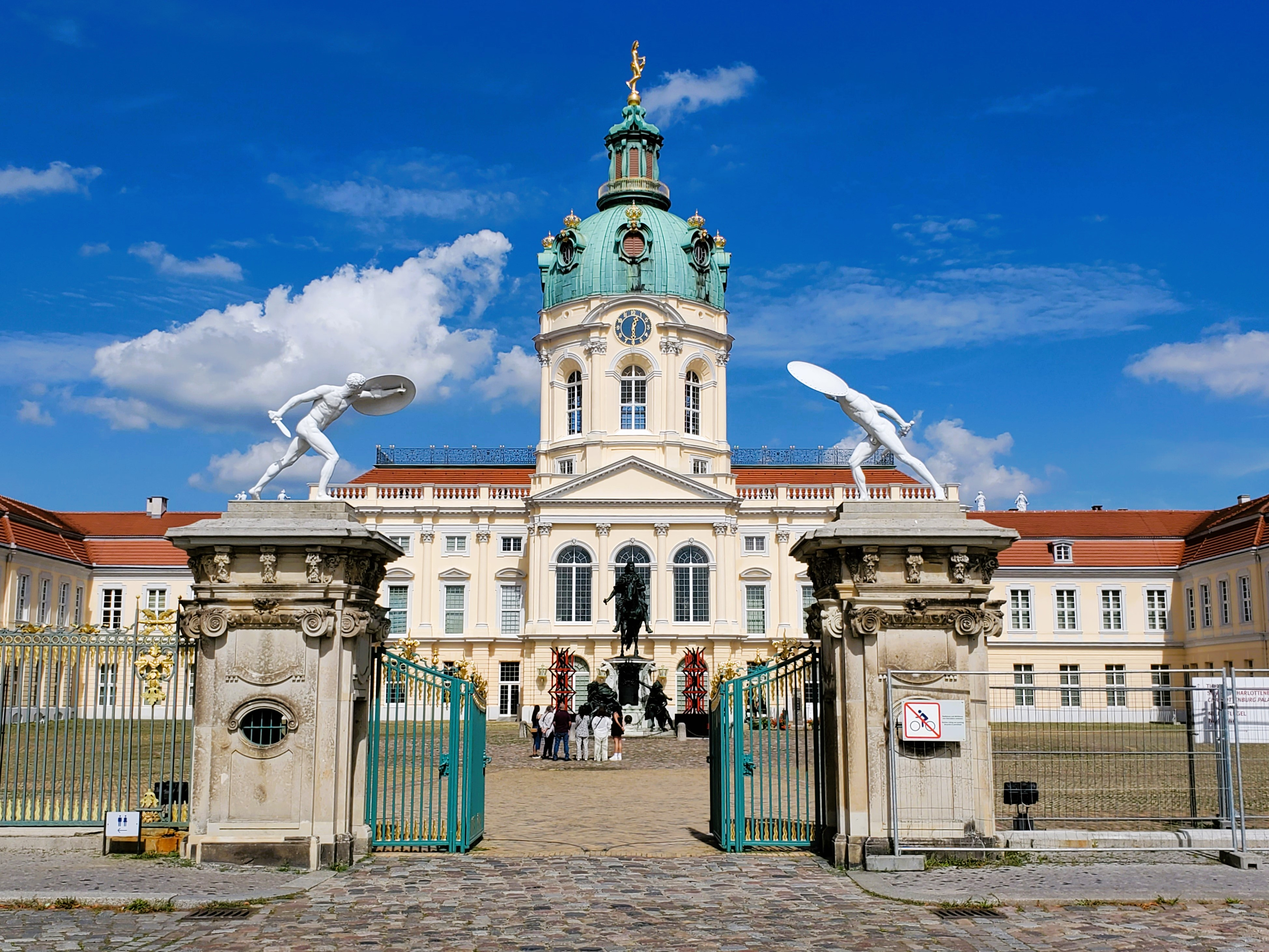
Дворец Шарлоттенбург
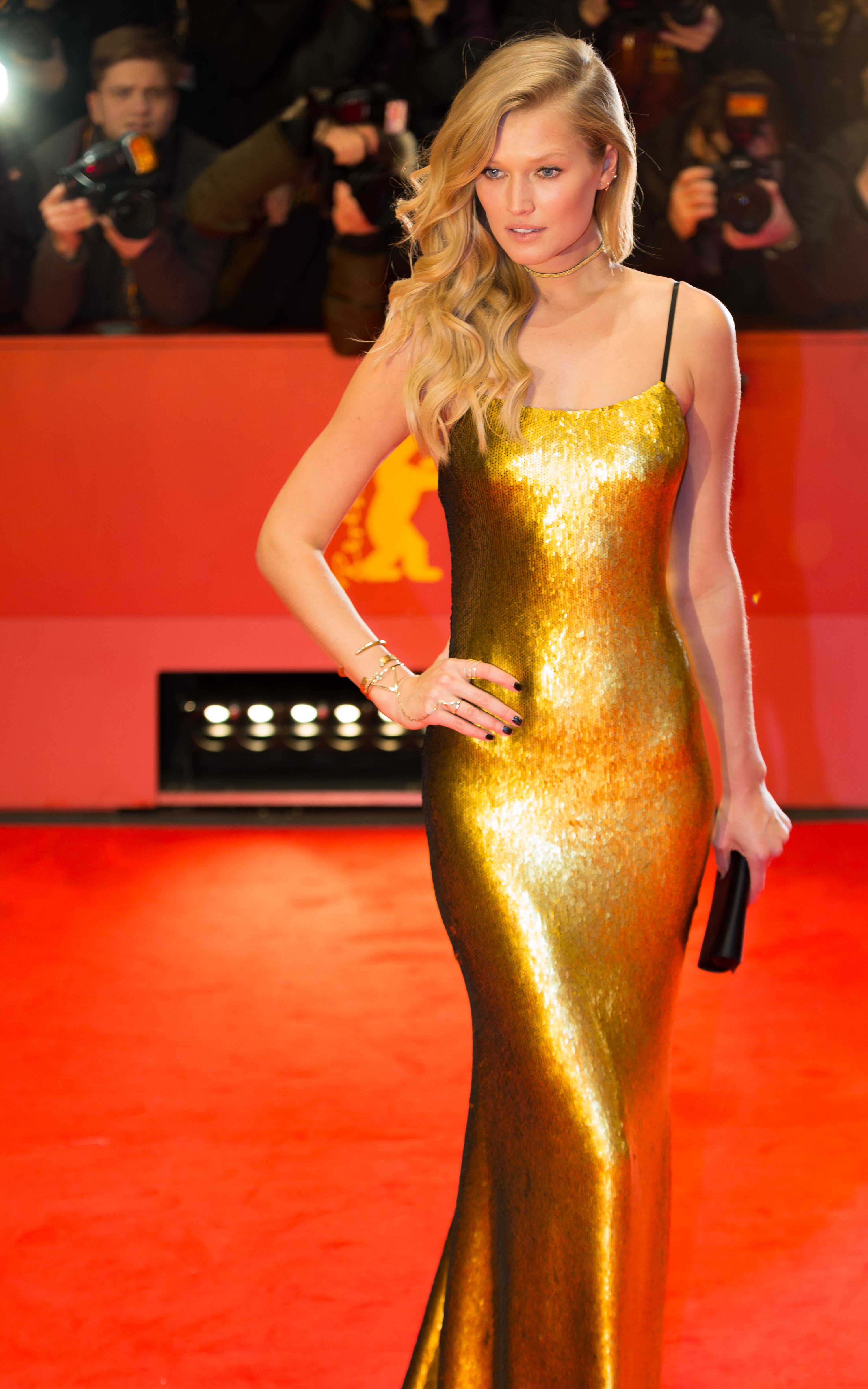
Берлинский кинофестиваль
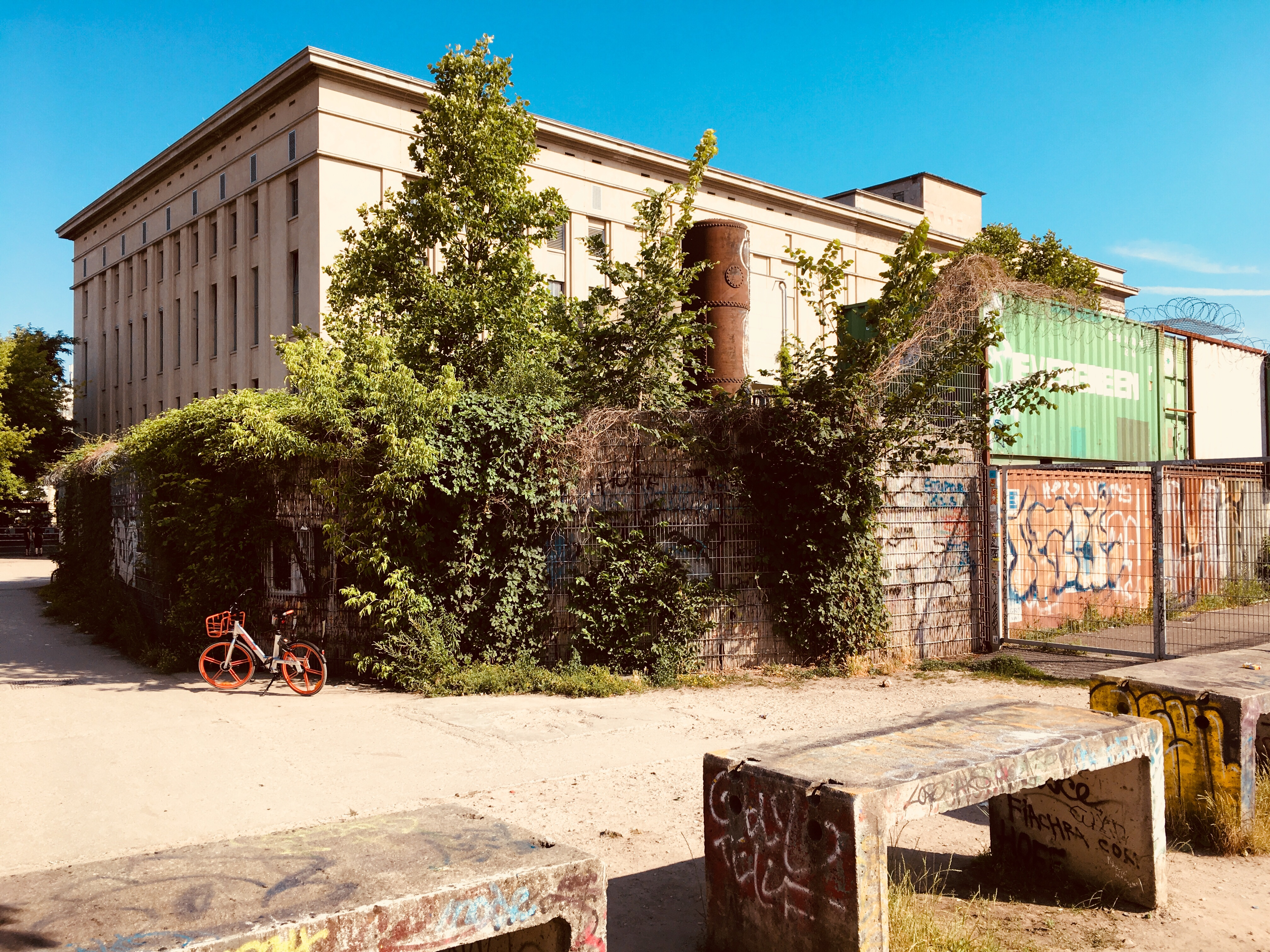
Berghain
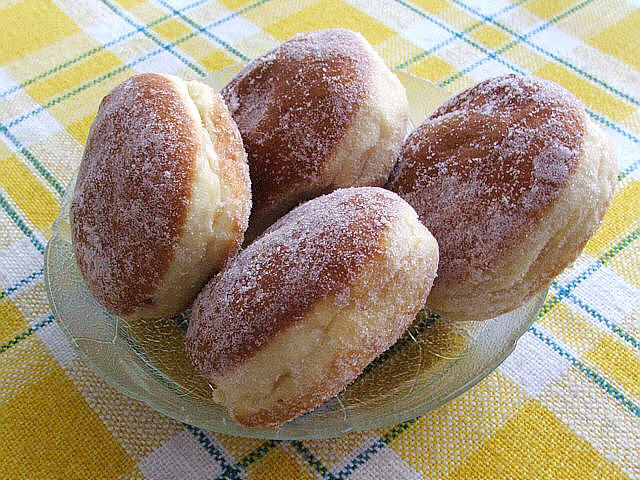
Берлинский пончик

### Парки

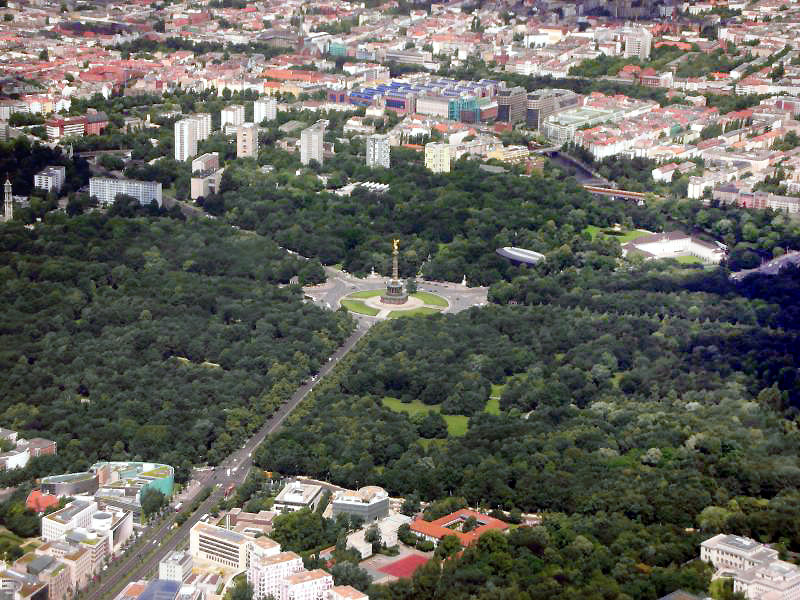
Центральный парк Большой Тиргартен

На западе и юго-востоке города располагаются обширные лесные массивы. Почти каждая улица города украшена деревьями, можно сказать, что Берлин — самая зелёная метрополия Германии. В Берлине находится более 2500 скверов, парков и мест отдыха. Их общая площадь составляет около 5500 гектаров. Парки, леса, реки, озёра и каналы занимают около 30 % городской площади. В центре города находится парк Тиргартен. Он является самым старым и большим (210 гектаров) парковым насаждением Берлина в течение более 500 лет. В прошлом Тиргартен был участком леса перед воротами города, который знать города использовала для прогулок на лошадях и охоты. Постепенно город разросся вокруг парка. На сегодняшний день парк растянулся от станции вокзала Берлинский зоопарк до Бранденбургских ворот и находится в непосредственной близости правительственных зданий и здания парламента.

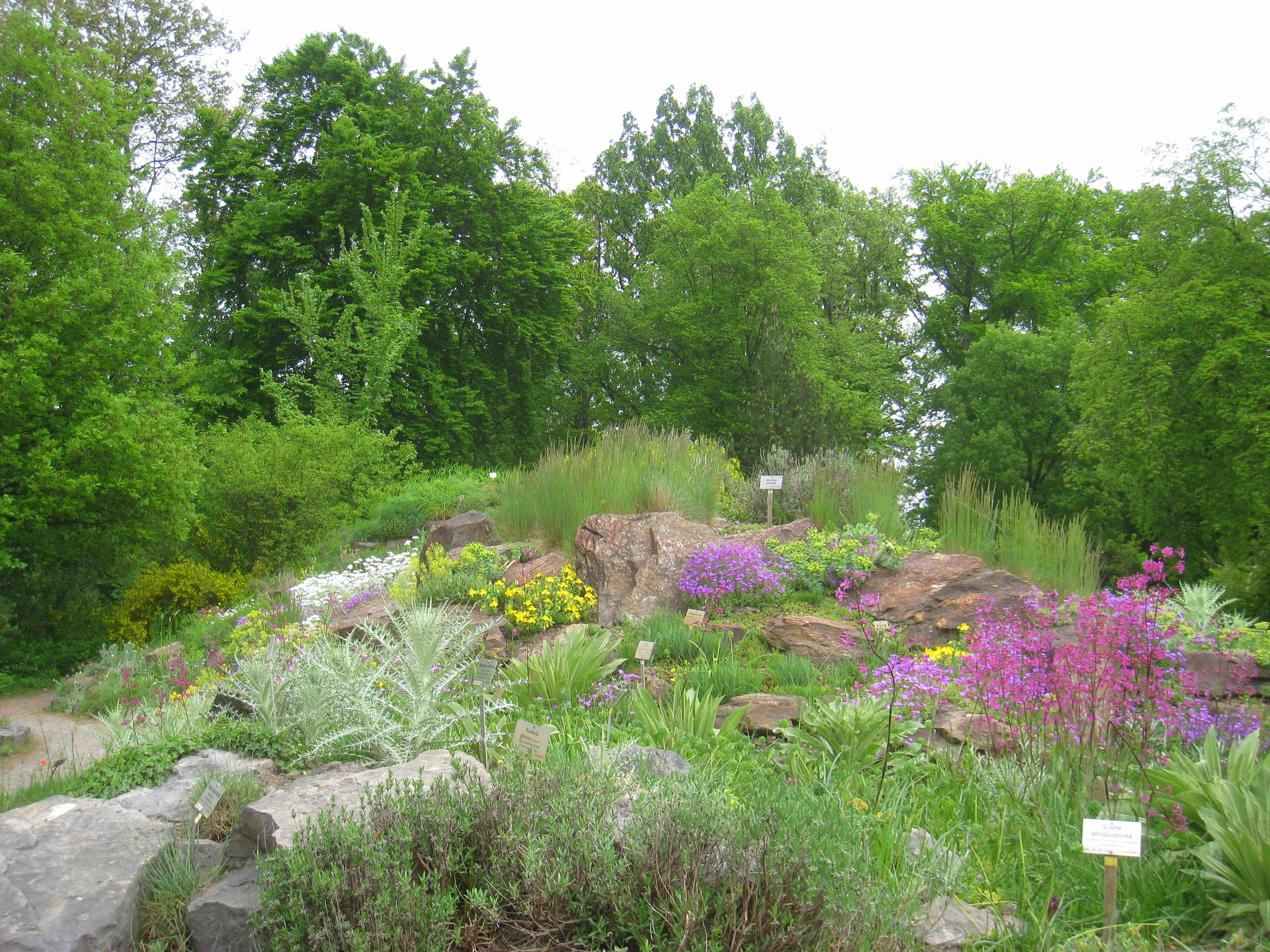
Ботанический сад (Берлин)

На пересечении дорог Восточно-западной оси и Улицы 17 июня находится берлинская колонна Победы высотой 69 м, построенная в 1864—1873 годах и увенчанная восьмиметровой фигурой богини Виктории, к статуе которой ведут 285 ступеней. С их высоты открывается панорама Берлина.
Наряду с Тиргартеном крупным парком Берлина является Трептов-парк. Он был создан в 1876—1882 годах первым берлинским директором садового строительства Иоганном Генрихом Густавом Мейером. В 1896 году в Трептов-парке проходила выставка ремёсел.
Среди парковых насаждений особенно выделяется Берлинский ботанический сад. Он находится на юго-западе города и пользуется большой популярностью среди берлинцев как место отдыха.
Кроме того, в Берлине есть два зоопарка: Берлинский зоологический сад и зоопарк Фридрихсфельде. Основанный в 1844 году, Берлинский зоопарк является старейшим в Германии, а его коллекция является самой обширной по количеству представленных видов животных (14 000 животных и 1500 видов). Второй зоопарк возник в ГДР в 1954 году и является самым большим по площади зоопарком Европы, занимающим 160 гектаров.

### Музеи и библиотеки

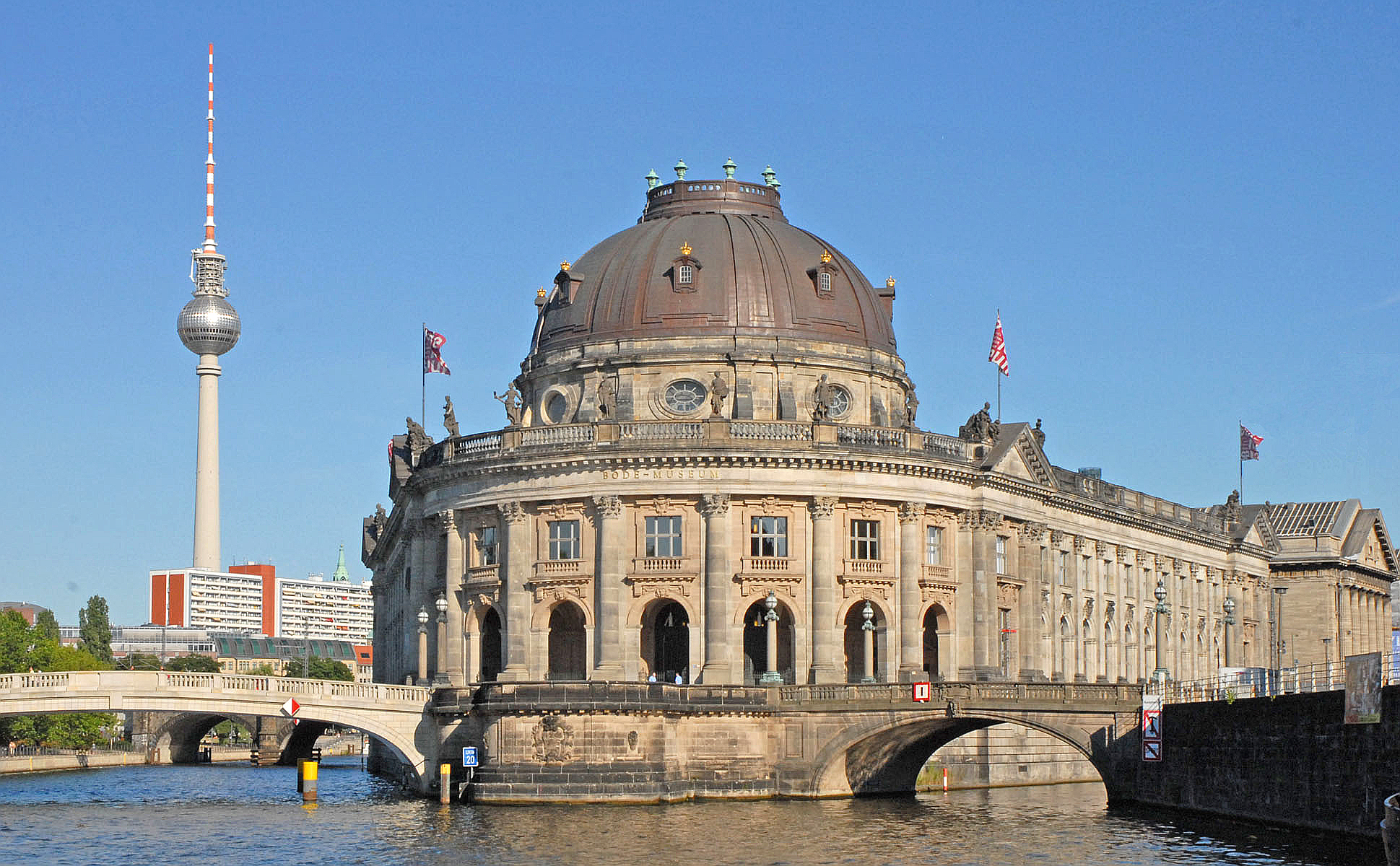
Музей Боде

Берлин — настоящий город музеев. Их история тесно сплелась с историей Германии и её разделением на две части. Бывшее собрание прусских королей во время войны было частично эвакуировано, частично его спрятали от бомбёжек, а после Второй мировой войны оказалось, что часть коллекции находится на Востоке, а часть — на Западе. В современном Берлине несколько музейных центров. Прежде всего, это Остров музеев на Востоке, расположенный к северу от университета и Унтер-ден-Линден и включающий Музей Боде, Старую национальную галерею и Пергамский музей. Культурфорум на Западе — богатейшее собрание европейской живописи и других произведений искусства. Другие музейные центры — Египетский музей и Музеи Далема (этнологический музей, музей искусства Индии и т. п.) в Далеме.
На Музейном острове хранились культурные ценности довоенного Берлина. Музеи пострадали во время бомбардировок, однако основные коллекции сохранены. Старая национальная галерея расположена в здании, похожем на древнеримский храм. Здесь представлены самые различные художественные течения — реализм, импрессионизм, дадаизм, экспрессионизм. На лестнице стои́т бронзовая «Танцовщица» Георга Кольбе, в зале, посвящённом группе «Мост», экспонируются полотна Карла Шмидта-Ротлуффа, Эрнста Людвига Кирхнера, Отто Мюллера. В зале дадаистов выставлены коллажи Ханны Хёх. И ещё есть характерная особенность берлинских государственных музеев: каждый четверг с 16:00 до 20:00 — бесплатный вход.
В Берлине расположены крупнейшие библиотеки немецкоязычных стран: Берлинская государственная библиотека, Amerika-Gedenkbibliothek, созданная слиянием двух старейших публичных библиотек Friedrich-von-Raumer-Bibliothek, специализированные Филологическая библиотека Свободного университета Берлина, Фотоархив прусского культурного наследия, Библиотека консерватизма и библиотеки вузов: Иберо-Американского института, Библиотека ТУ и УИ, принадлежащая одновременно Берлинскому техническому и Университету искусств.

### Театры

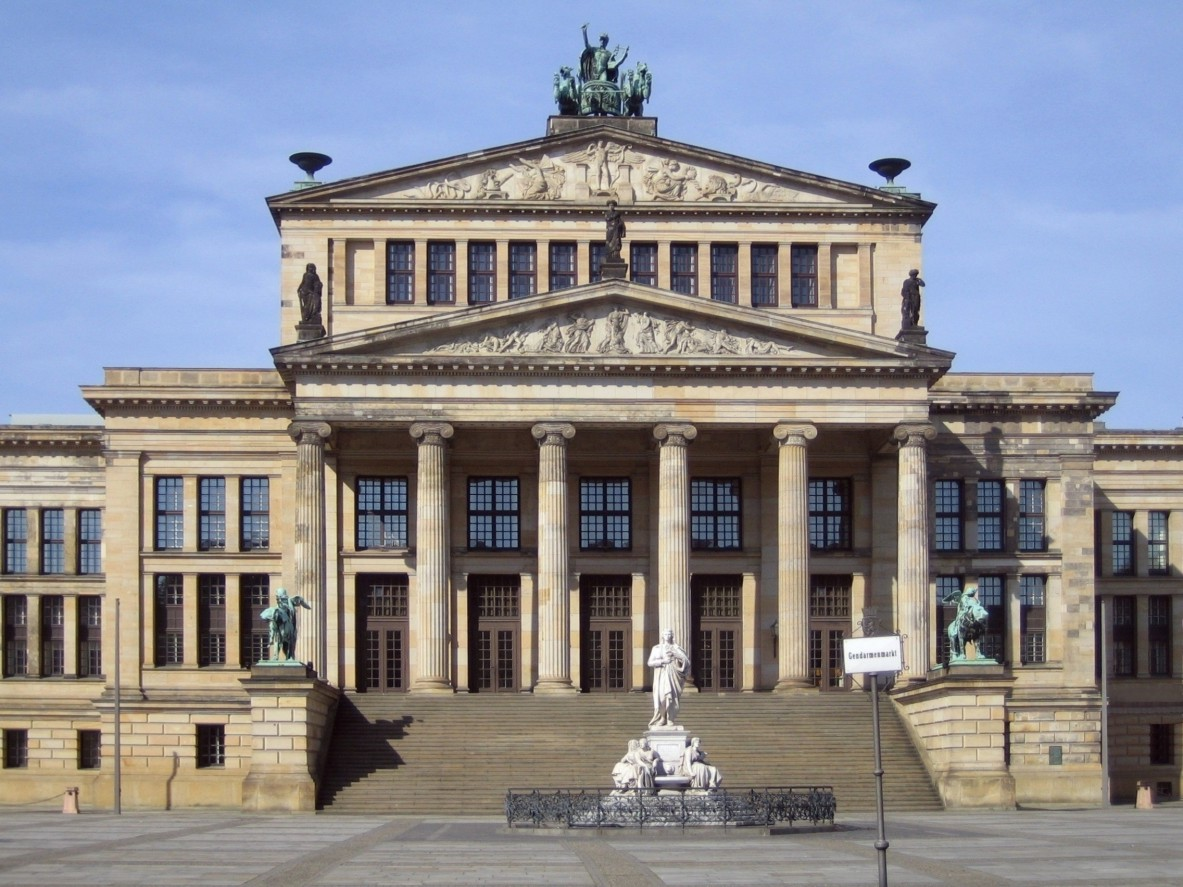
Берлинский драматический театр

Среди театров: Немецкая опера, Берлинская государственная опера, Комише опер, Театр им. Шиллера, Берлинер ансамбль, Немецкий театр, Театр на Курфюрстендамм, Берлинский драматический театр, Фридрихштадтпаласт, Народный театр, театр Метрополь, множество варьете и кабаре и т. д. Всемирной известностью пользуется Берлинский филармонический оркестр, который возглавляли в своё время Вильгельм Фуртвенглер и Герберт фон Караян.

### Другие достопримечательности
Большие возможности для отдыха предоставляет и пляж на озере Ванзее, расположенный в 30 минутах езды от центра Берлина. Самый большой лес, расположенный на территории самого Берлина, — знаменитый Грюневальд, который идёт вдоль жилого квартала, построенного при Бисмарке, а также вдоль цепочки озёр ледникового периода Гертазее, Кёнигсзе, Дианазее и Хубертузее. Сейчас здесь растут буки, берёзы, каштаны. Грюневальд остаётся любимым местом отдыха берлинцев.
В Берлине построены более десятка небоскрёбов высотой 100 и более метров.

## Архитектура
Город сохранил отдельные черты средневековой застройки. В XVIII—XIX веках были созданы правильные по очертанию площади (например, Жандарменмаркт), широкие улицы (Унтер-ден-Линден), парадные ансамбли и застройки в стиле барокко.
Эйфория строительства и роста наступила в самом начале XX века. Выставка под названием «Общие принципы градостроительства», проведённая в 1910 году, показала образец европейского города, к которому стремился Берлин. 
После Второй мировой войны в обеих частях города были восстановлены исторические памятники и жилые массивы, к которым добавились новые районы: Лихтенберг и Марцан в восточной части города, Меркишес Фиртель на севере Западного Берлина. Из старинных построек в Берлине сохранились Церковь святой Марии, Берлинский собор, Оперный театр, Бранденбургские ворота, Красная ратуша, Рейхстаг (перестроенный в 1999), Дворец Бельвю.
На площади Брайтшайдплатц сохранены и законсервированы руины разрушенной в войну Церкви императора Вильгельма, как памятник-напоминание о войне. В восточной части Берлина, в Трептов-парке было открыто памятник-кладбище воинам Советской армии, павшим в боях за Берлин, с мавзолеем, на котором стоит статуя Воина-освободителя (скульптор Е. В. Вучетич). 
Среди послевоенных новостроек квартал Ганза, построенный интернациональным коллективом архитекторов, жилой квартал у Олимпийского стадиона (архитектор Ле Корбюзье), Карл-Маркс-аллее, Дом радиовещания, Госсовет, Конгрессхалле (архитектор Х. Стаббинс), промышленная выставка «Интербау», Берлинская филармония, Новая национальная галерея (1968; архитектор Л. Мис ван дер Роэ).

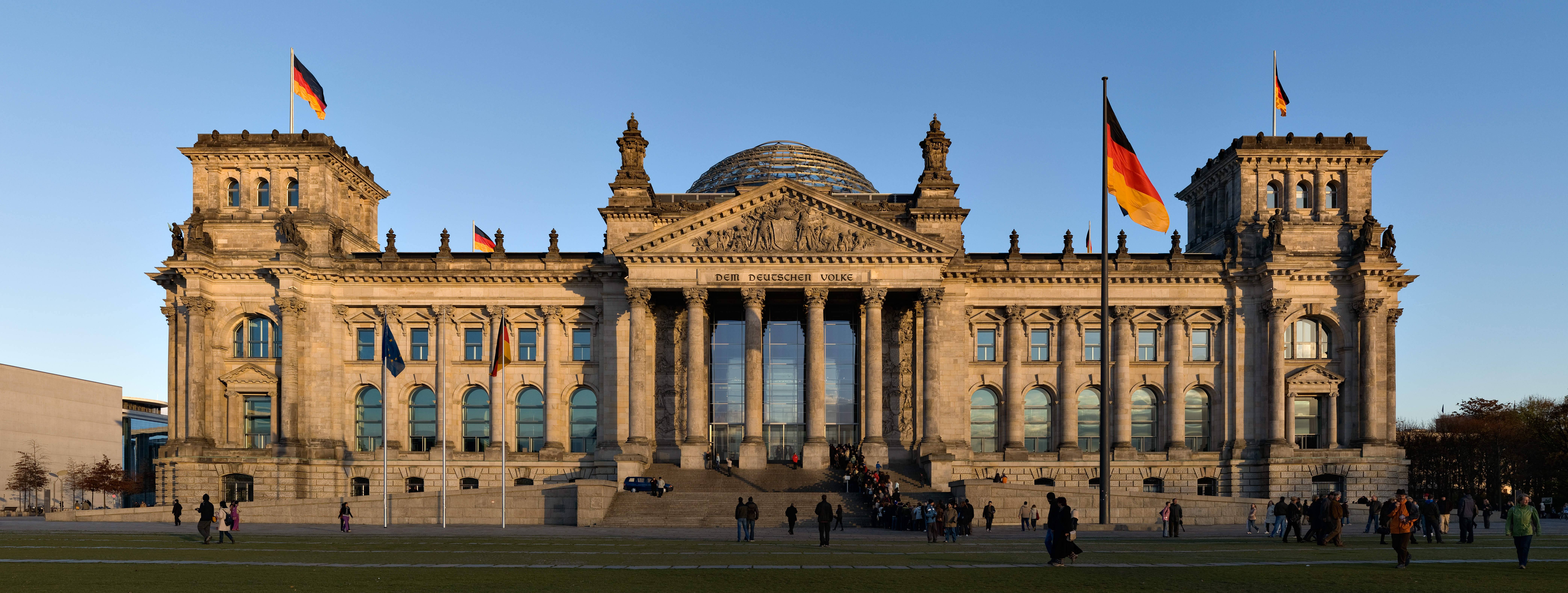
Рейхстаг
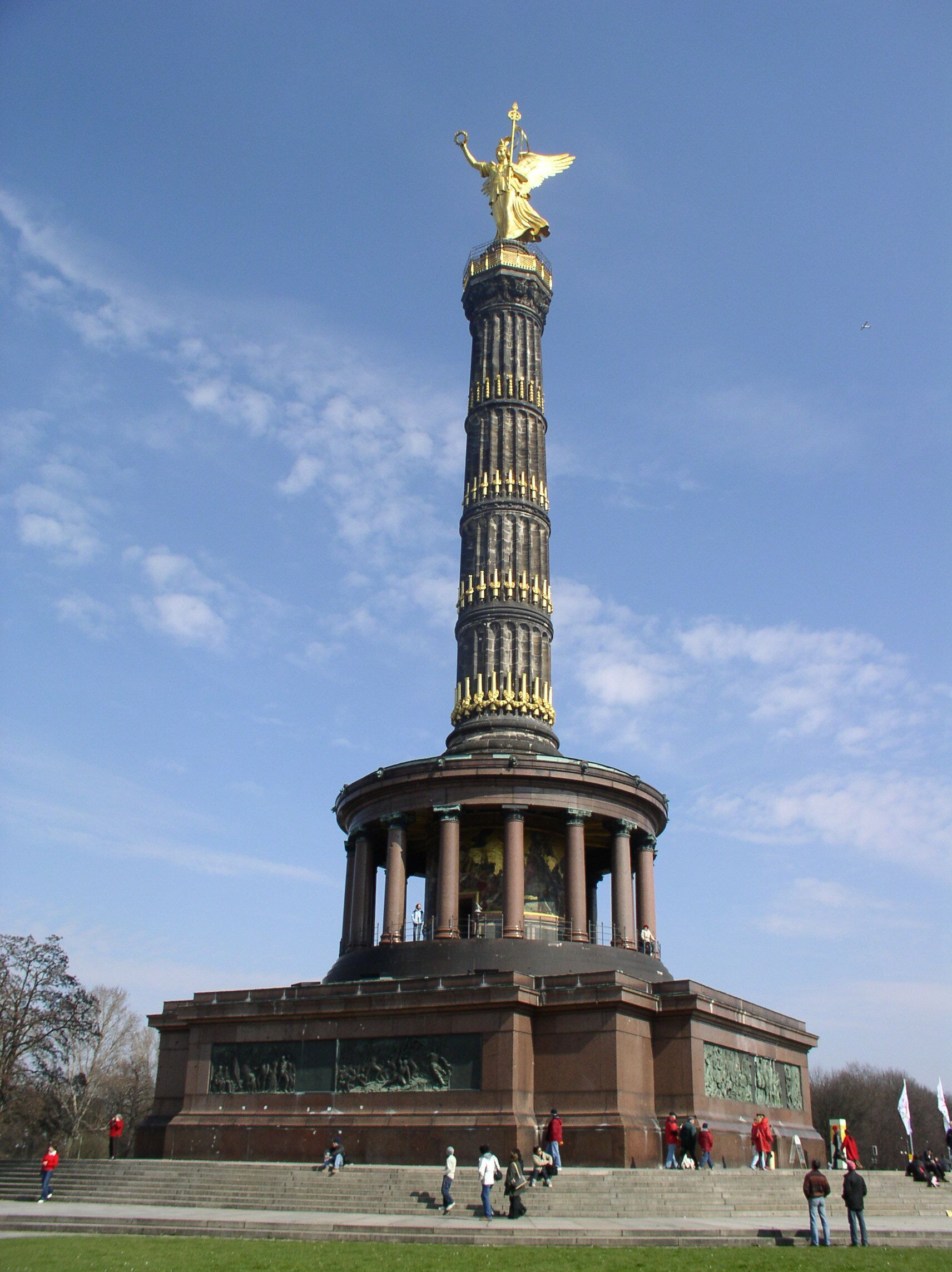
Колонна Победы
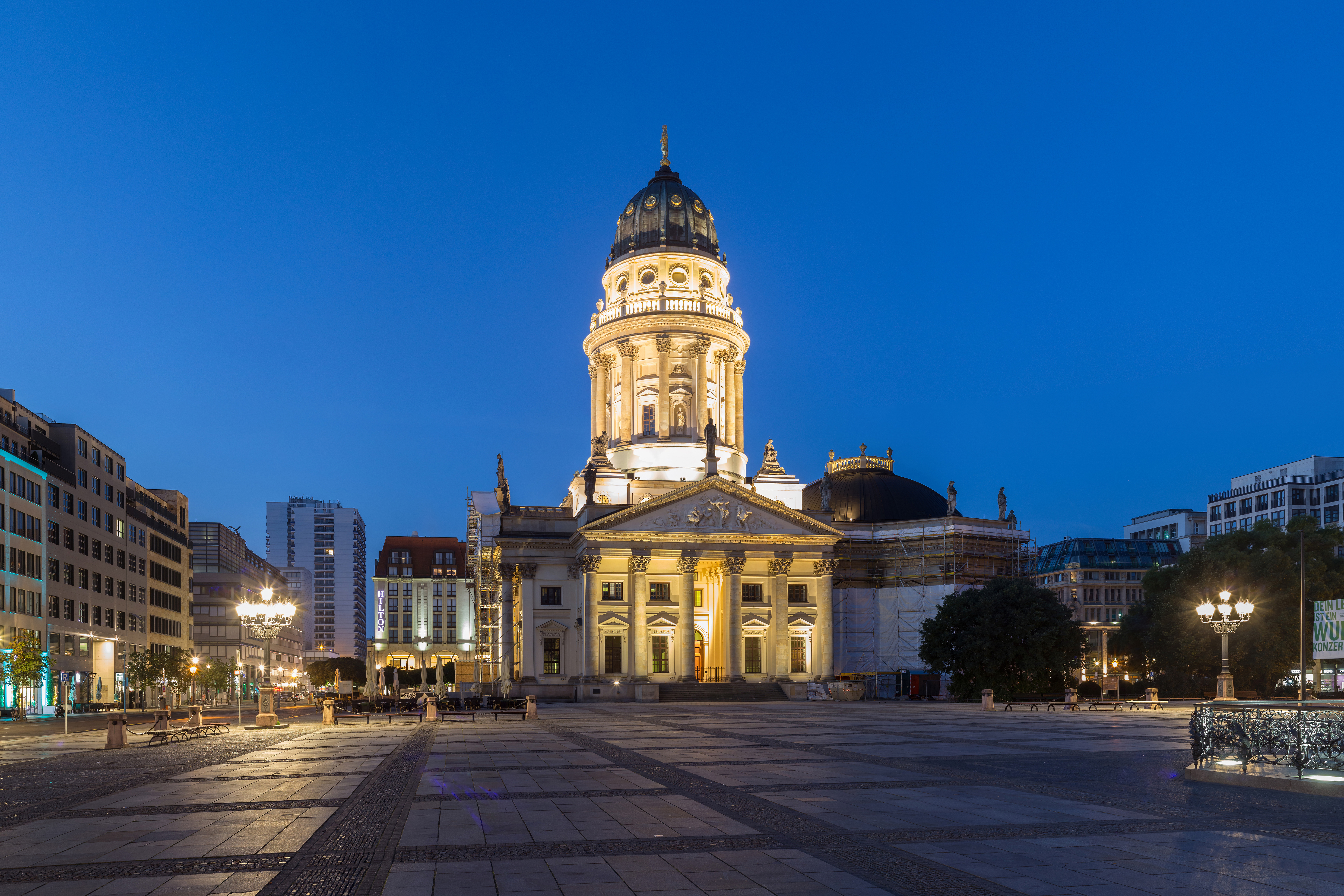
Немецкий собор
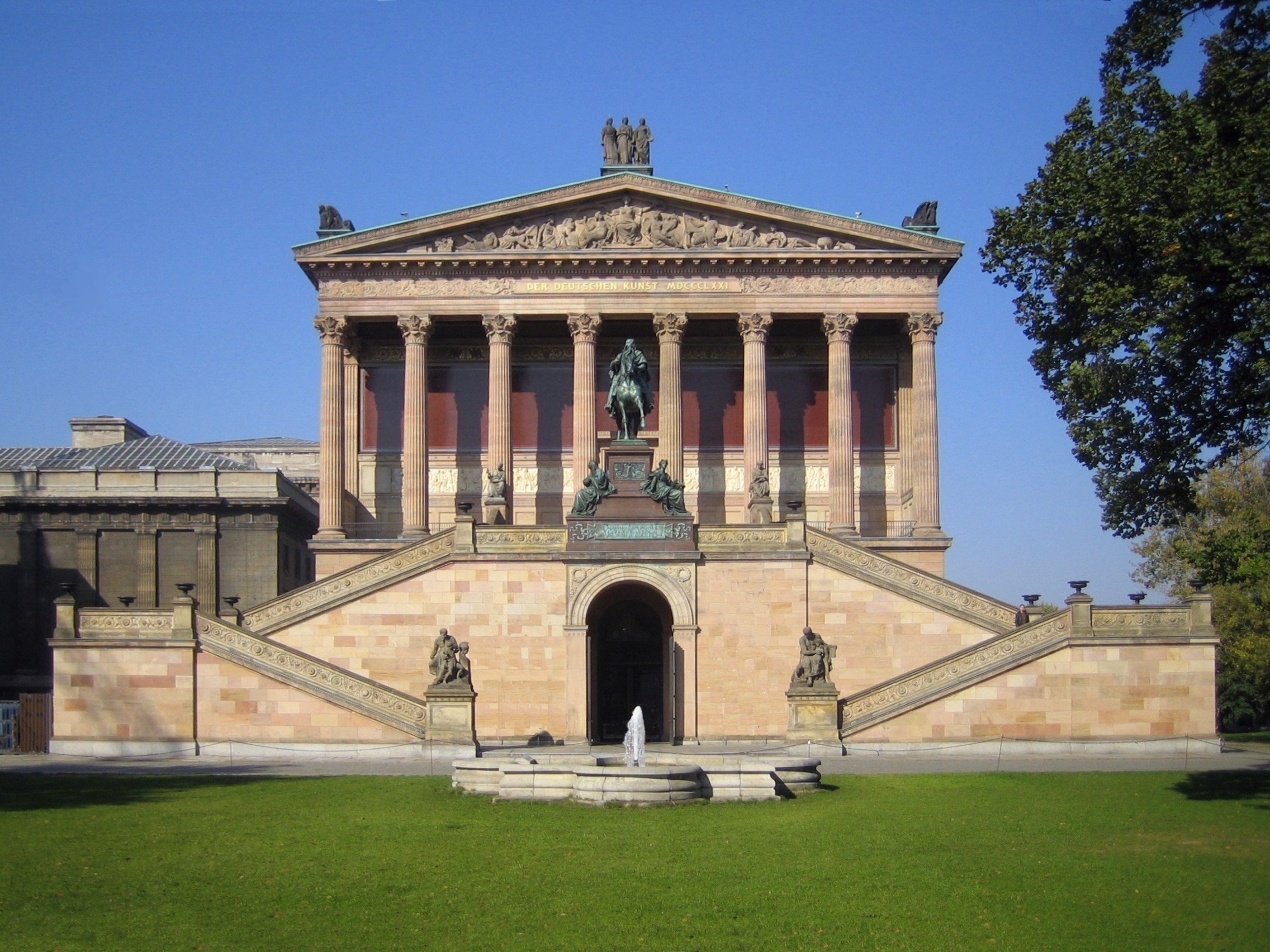
Старая национальная галерея
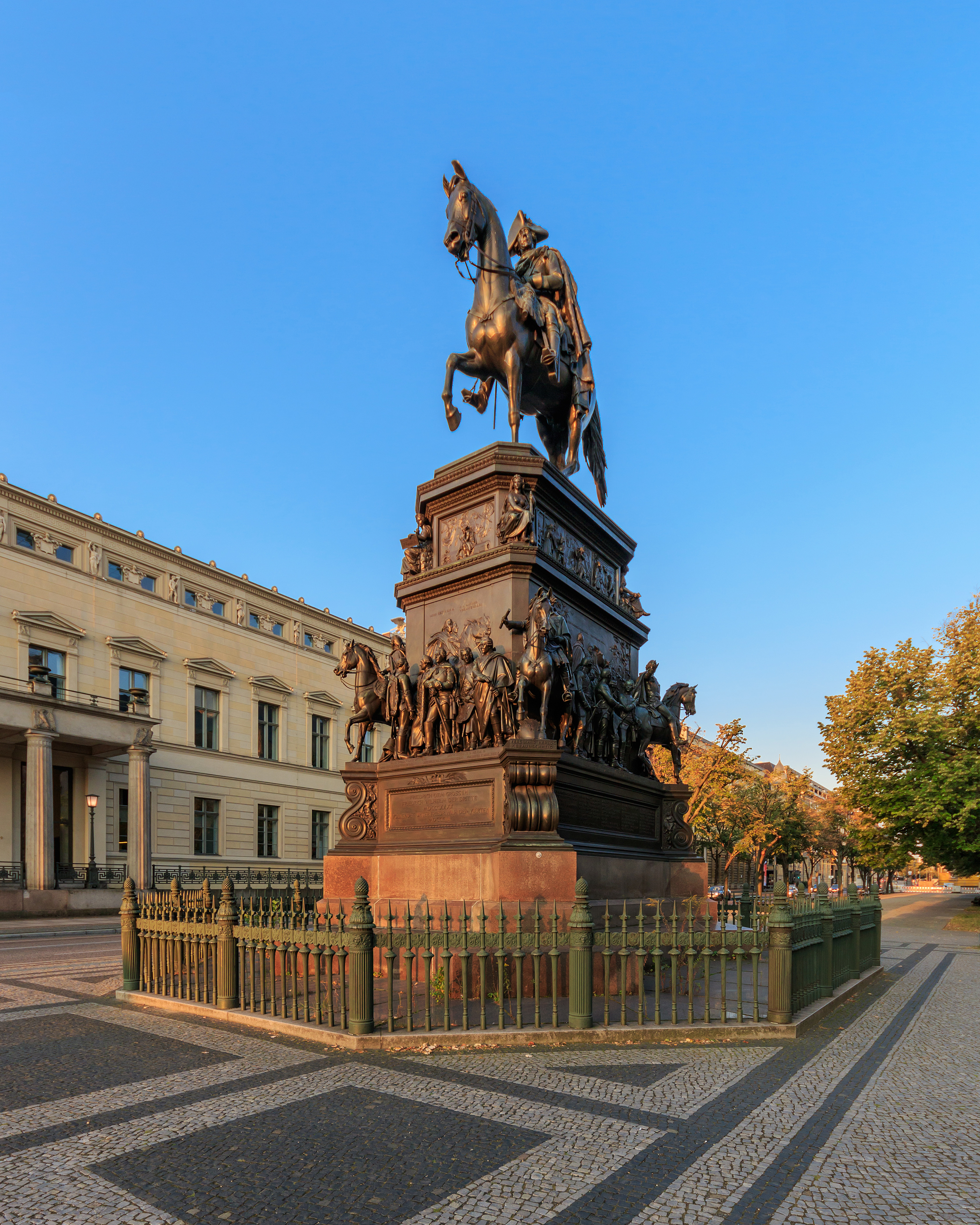
Конная статуя Фридриха Великого
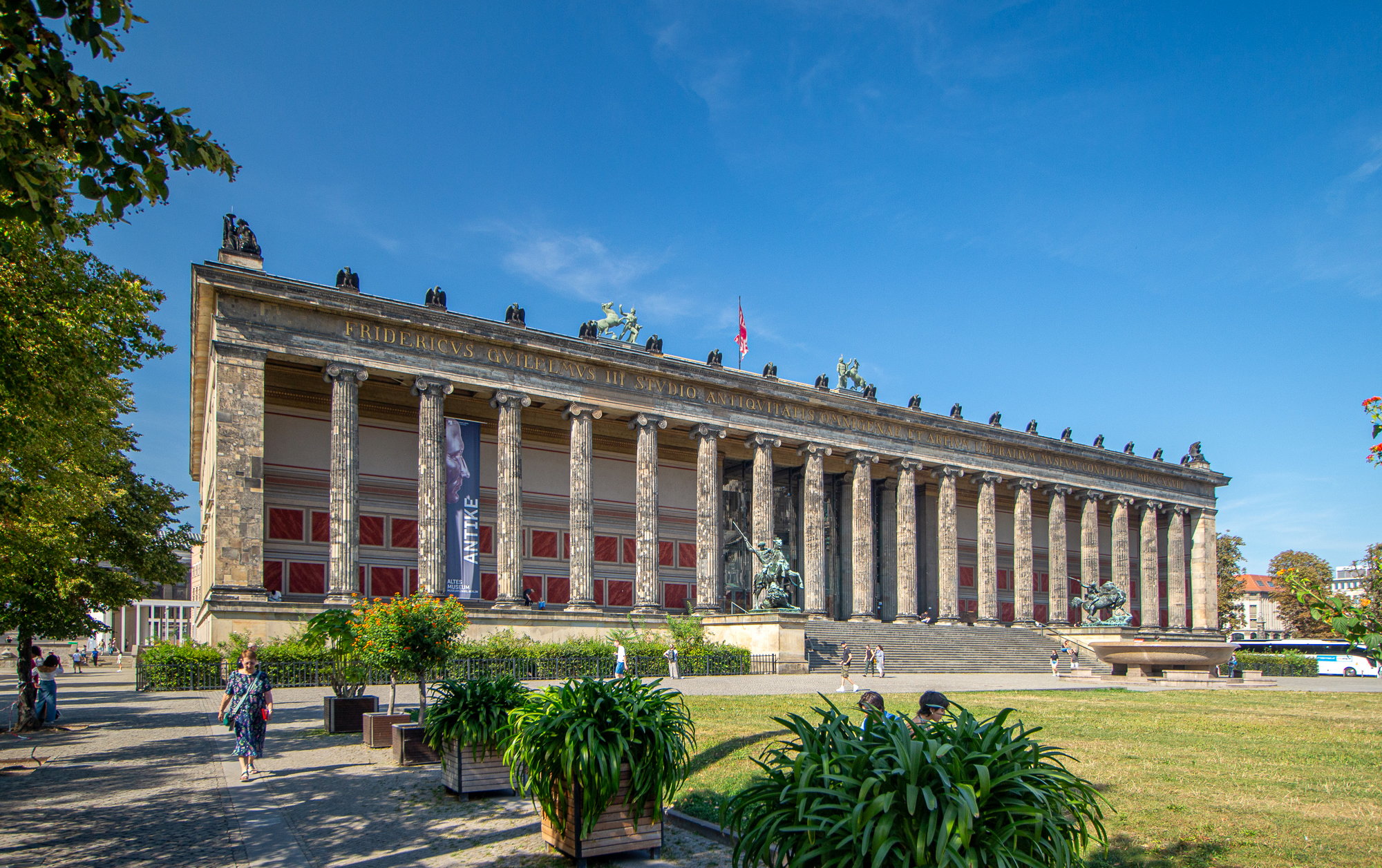
Египетский музей и собрание папирусов
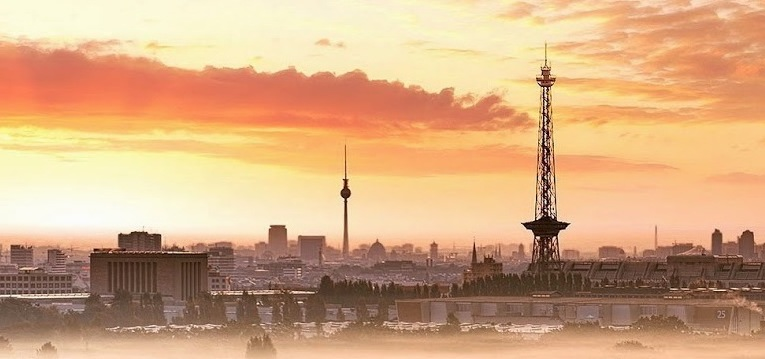
Берлинская телебашня и Берлинская радиобашня

## Города-побратимы
| - Лос-Анджелес (1967 год) - Париж (город-партнёр с 1987 года) - Мадрид (1988 год) - Стамбул (1989 год) - Москва (1991 год) - Варшава (1991 год) - Будапешт (1991 год) - Брюссель (1992 год) - Джакарта (1993 год) |  | - Ташкент (1993 год) - Мехико (1993 год) - Пекин (1994 год) - Токио (1994 год) - Буэнос-Айрес (1994 год) - Прага (1995 год) - Виндхук (2000 год) - Лондон (2000 год) - Киев (2017 год) |

Состояние: 29 октября 2008 года

## В астрономии
- В честь Берлина назван астероид (422) Беролина, открытый в 1896 году.